# فراماسونری
فراماسونری (فرانسوی: Franc-maçonnerie‎ و انگلیسی: Freemasonry) یا انجمن فراماسونیبه سازمان‌های برادری پراکنده و مستقل گفته می‌شود. این کانون‌ها یک سازمان واحد نیستند و مرکز خاصی در جهان ندارند که آن را ریاست کند. ریشه‌های کهن این کانون‌ها در اروپای غربی (به ویژه انگلستان و فرانسه) است و به پیمان‌های برادری اصناف سنگ‌تراشان (Stonemasones) بنّا یا مِیسونری بر می‌گردد که از اواخر قرن چهاردهم (همزمان با عصر نوزائی رنسانس) معلومات سنگتراشان و روابط تجاری‌شان با مشتریان و دولت را نظم داده و بهبود بخشیدند. بعدها فراماسونری نظری شکل گرفت که پیشه‌وری (صنعت‌گری و صنایع دستی) سنگ‌تراشی فیزیکی در آن به حاشیه رفته و پیمان برادری و پایبندی به رسوم در آن برجسته شد. واژه فراماسونری از free stonemason در انگلیسی به معنی سنگ‌تراش آزاد یا بنّای سنگ‌تراش آزاد و از franc-maçonnerie در فرانسوی به معنی سنگ‌تراش درستکار گرفته شده‌است. به عضو فراماسونری، فراماسون یا ماسون می‌گویند که به صورت Mason (اسم خاص با M بزرگ و تلفظ صحیح مِیسُن) نوشته می‌شود؛پایه‌ها یا درجه‌های فراماسونری و سیستم رتبه‌بندی آن از سه رتبه اصناف پیشه‌وری قرون وسطی گرفته شده شامل کارآموز یا مبتدی (Apprentice)، رفیق یا همکار (Journeyman یا Fellow که در حال حاضر به آن Fellowcraft می‌گویند) و استاد ماسون (Master Mason). این درجه‌ها توسط پیشه‌وری (craft) یا لژ آبی فراماسونری ارائه می‌شود. درجه‌های بیشتری نیز هستند که بر اساس قلمرو حاکمیت و محلیت متفاوتند و در حال حاضر به واسطه گروه‌های مختلف از درجه‌های پیشه‌وری مدیریت می‌شوند.
فراماسونری به واسطه ویژگی‌های که داشته‌اند، برای علاقه مندان به تئوری‌های توطئه جذاب بوده‌اند و تئوری‌های توطئه بی شماری در طول مدت‌ها به آنها زده شده‌است.
فراماسونری در ابتدا جنبشی لیبرال بوده‌است که مبتنی بر باز تولید اندیشه‌های گنوستیک در دوران پس از اصلاحات در اروپا بوده‌است. فراماسون‌ها با شعار «برابری، مساوات، برادری» نقش بزرگی در انقلاب‌های بزرگ معاصر مانند انقلاب آمریکا علیه استعمار انگلیس، انقلاب کبیر فرانسه، انقلاب مشروطه ایران و جنبش انقلابی ضد استعمار اسپانیا در آمریکای جنوبی داشته‌است.
عقاید لیبرال جنبش فراماسونری باعث واکنش‌های مذهبیان و محافظه‌کاران، گروه‌های بنیادگرا، مذهبیون بنیادگرا و ملی‌گرایان شده‌است. همچنین مخالفت با نظام طبقاتی کشیشی مسیحیت، باعث دشمنی کلیسای کاتولیک روم با فراماسونری شده‌است. این گروه‌ها فراماسونری را جنبشی الحادی و شیطانی معرفی می‌کنند.
همچنین اعتقاد برخی‌ها به داستان معبد سلیمان باعث نفرت گروه‌های ضد یهود از فراماسونری شده‌است. حالت مخفی این جنبش و منشأ بریتانیایی آن باعث شده‌است که برای برخی چنین پنداشته شود که این جنبش ابزار توطئه انگلو-صهیونیست جهانی است. به شکل تاریخی، رژیم‌های دیکتاتوری مبتنی بر راست افراطی همچون نازی‌ها و مبتنی بر چپ افراطی همچون نظام‌های کمونیستی بلوکِ شرق به انتقاد و سرکوب فراماسونری می‌پرداختند.
حجم عظیمی از نوشته‌های موجود در مورد فراماسونری موجود است که به چهار هزار کتاب و هزاران مقاله می‌رسد. با این همه بیشترین این نوشتارها به صورت افراطی نگارش شده‌اند: یا بی قید و شرط از فراماسونری دفاع می‌کنند یا آنها را فرصت طلب و عامل انواع صدمات به جامعه می‌دانند. در ایران جنبش فراماسونری بسیار نخبه گرا بود و به شکل تاریخی بسیار بیشتر از غرب هدف قائلانِ به تئوری‌های توطئه قرار گرفت. در کل به علت اطلاعات کم، تحلیل دربارهٔ این جنبش در ایران بسیار سخت است.

## سازماندهی، ساختار و عقاید

### لژ ماسونی

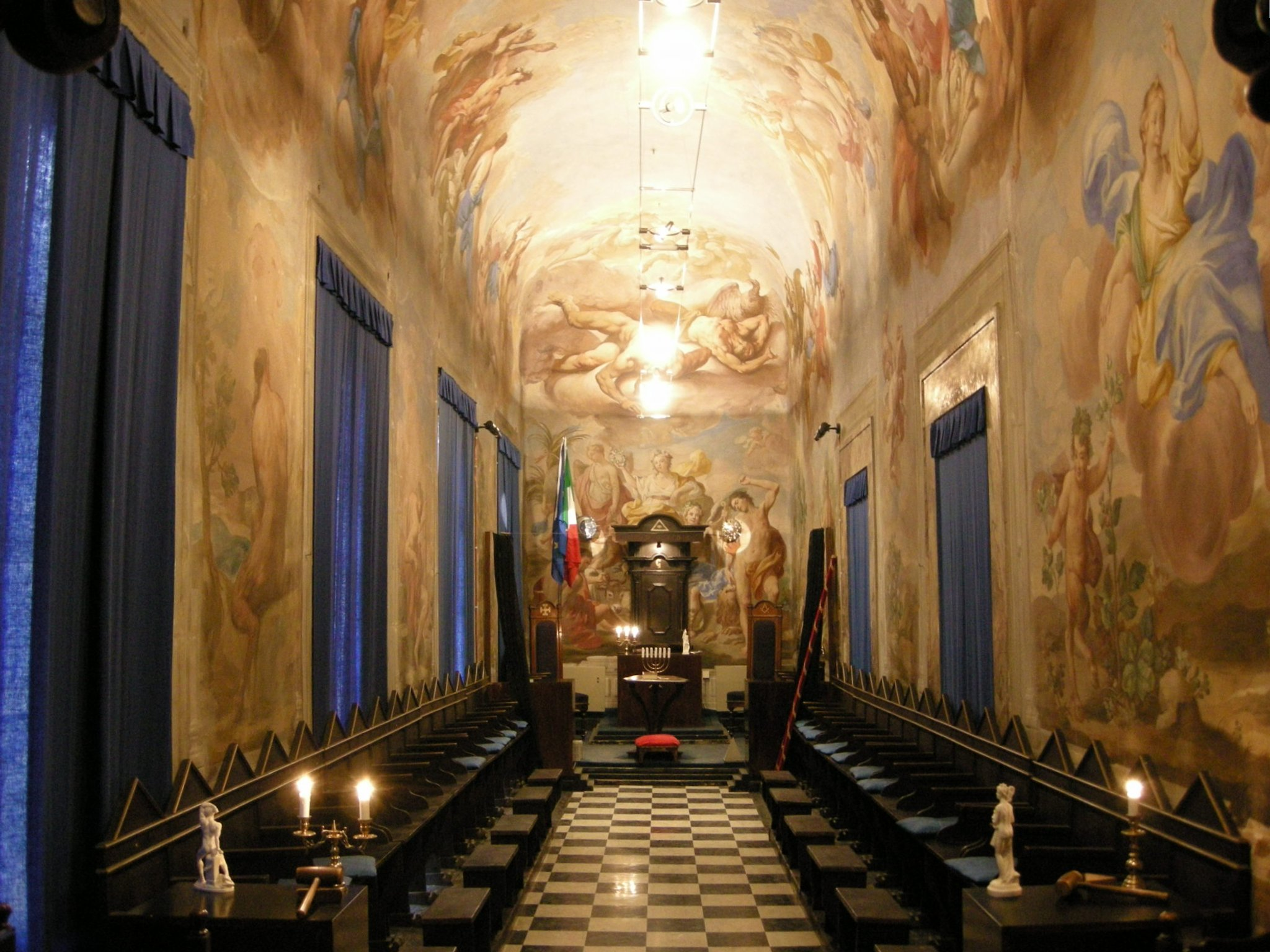
لژ ایتالیایی در ، فلورانس (ایتالیا)

واحد اساسی محلی فراماسونری لژ است. لژها معمولاً در سطح منطقه‌ای (معمولاً در مرز همان ایالت، استان، یا حتی مرز ملیتی) توسط یک لژ بزرگ یا راهنمای خاوری بزرگ(Grand Orient) سرپرستی و مدیریت می‌شوند. اما هیچ لژ بزرگ جهانی و بین‌المللی‌ای وجود ندارد که همه فراماسونری را سرپرستی کند. هر لژ بزرگ مستقل است و حتی در برخی موارد به دلیل اختلاف نظرهای شدید یکدیگر را به رسمیت نمی‌شناسند. از ویژگی‌های مشترک آن‌ها این است که کسی را به ماسونری دعوت نمی‌کنند و افراد کاندید شده و پس از ارزیابی شدن و رای‌گیری قبول می‌شوند.
گر چه گفته می‌شود که رایج‌ترین قواعد مشترک در لژهای بزرگ مطابق قواعد سال ۱۹۲۹ لژ بزرگ متحد انگلستان است (شامل مرد بودن، عدم ارتباط با لژهای مختلط، خداباوری و ایمان به یکی از کتب مقدس) اما گراند اوریان شرطی برای اعلام اعتقاد به هیج خدایی را ندارد و حتی آتئیست‌ها را نیز می‌پذیرد، از این رو گراند اورینت فرانسه نه تنها مورد تأیید لژ انگلستان نیست بلکه سال‌هاست که اختلاف نظر شدید آن‌ها دربارهٔ آزادی یا اجبار دین بین‌شان دیواری پایدار کشیده‌است که این یکی از شواهد ناهماهنگی در کل فراماسونری ست.

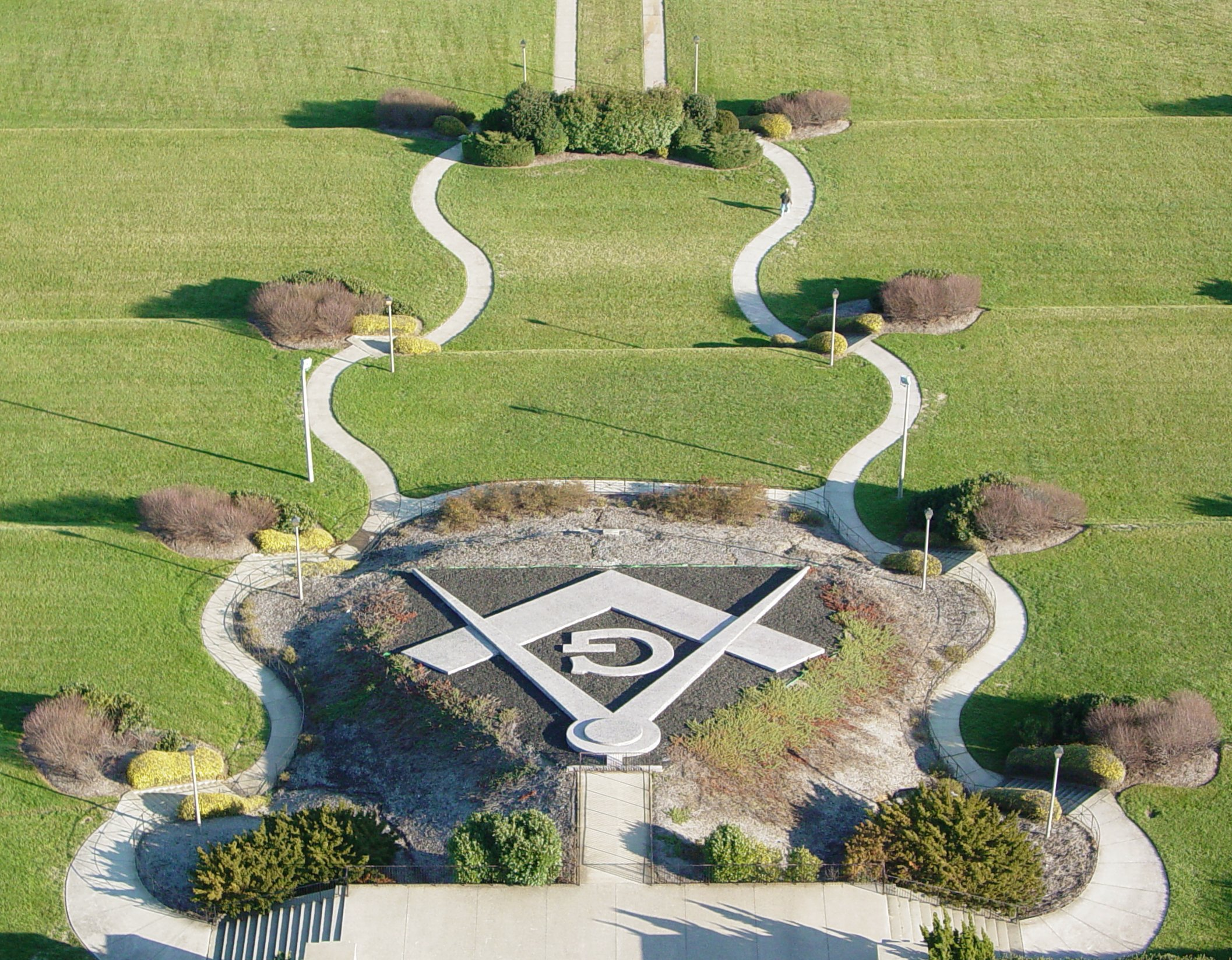
باغ یادبود ملی ماسونی جرج واشینگتن.

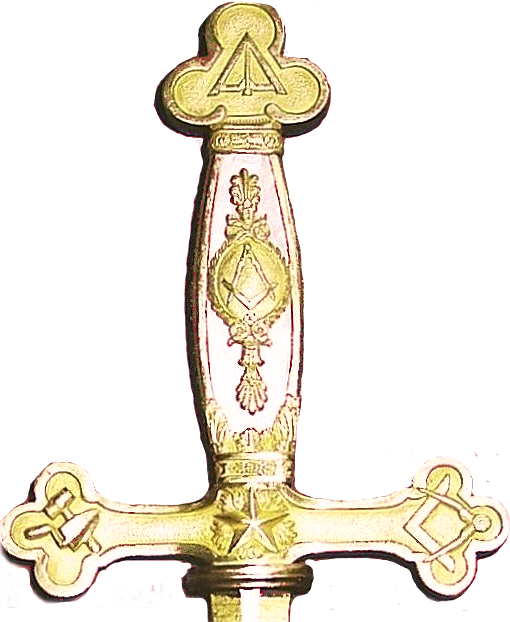
نماد ماسونی شمشیر ژیلبر دو موتیه دو لا فایت

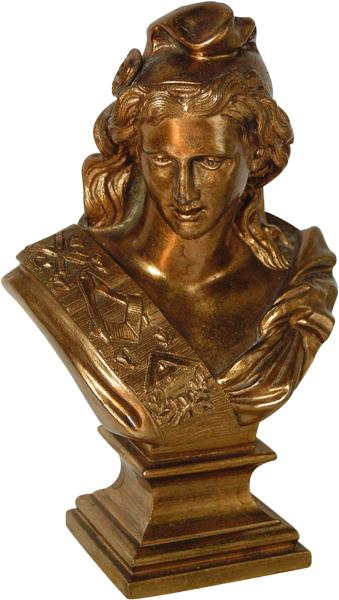
پل لکرو(۱۸۷۹)، ماریان ماسونی

لژ ماسونی واحد سازمانی اصلی فراماسونری است. لژ به‌طور منظم برای اجرای تجارت (امور) رسمی هر سازمان کوچک (پرداخت صورت‌حساب‌ها، سازماندهی رویدادهای اجتماعی و خیریه‌ای، انتخاب اعضای جدید و غیره) نشست برگزار می‌کند. علاوه بر تجارت، نشست ممکن است برای برگزاری مراسم اعطای درجه ماسونی یا یک سخنرانی باشد، که این موضوع در قسمتی از پیشینه یا رسم ماسونی موجود است. نشست لژ می‌تواند با یک شام رسمی یا پذیرایی جشن‌گونه، گاهی اوقات همراه نوشیدنی و آواز پایان یابد.
قسمت عمده مراسم ماسونی شامل مراسم‌های درجه است. کاندیدها به شکل تدریجی فراماسونری را آغاز (initiate) می‌کنند، ابتدا با درجه کارآموز مبتدی(initiated). پس از مدتی، در یک مراسم مجزا، از آزمون گذشته(passed) و به درجه همکار (Fellowcraft) می‌رسند، و در نهایت به درجه استاد ماسون ترفیع (raised) می‌یابند. در تمام این مراسم‌ها، کاندید درجه جدیدش را بواسطه رمزها، نشانه‌ها و دست دادن‌های ویژه تحویل می‌گیرد. مراسم دیگر انتصاب سالانه استاد و متصدیان لژ است. در برخی از قلمروها استاد منصوب به رتبه جداگانه‌ای ارزش‌دهی می‌شود و اعضای سری منتخب و محرمانه خودش را دارد. در قلمروهای دیگر، این رتبه تعیین نشده‌است و هیچ مراسم داخلی برای انتقال موضوعات سری از استاد پیشین لژ به استاد جدید طی مراسم انتصاب وجود ندارد.
بیشتر لژها، ترتیبی را برای گاه‌شماری گروه دارند، که به ماسون‌ها و همراهانشان اجازه تشکیل جلسه در یک محیط کمتر رسمی و غیر تشریفاتی را می‌دهد. اغلب این رویدادها همراه با مسئولیت کمک به خیریه برای هر ماسون همراه است. این رویدادها هم در سطح لژها انجام می‌شود و هم در لژهای بزرگ. کمک‌های ماسونی به خیریه‌ها در زمینه‌های بسیاری‌ست از تحصیلی گرفته تا کمک به بازماندگان بلایا و حوادث.
این لژهای محلی و خصوصی از ستون‌های فراماسونری هستند، و یک فراماسون حتماً در یکی از آن‌ها وارد خواهد شد. همچنین لژهای تخصصی نیز وجود دارند که ماسون‌ها در آن برای هر چیزی از ورزش تا تحقیقات ماسونی نشست برگزار می‌کنند. استاد ماسون همچنین یک فراماسون را برای کاوش بیشتر فراماسونری در دیگر درجه‌ها تعیین می‌کند، که همان‌طور که پیش‌تر گفته شد درجه‌ها هرچند ساختار مشابهی در نشست‌هایشان دارند اما به صورت مجزا از طرف پیشه‌وری یا لژ آبی مدیریت می‌شوند.
استحکام و یکپارچگی بسیار کمی در فراماسونری وجود دارد، از آن‌جایی که هر قلمرو مستقل است، از واژه‌سازی رسمی و تعداد متصدیان حاضر گرفته تا طراحی اتاق نشست و غیره، از قلمرو تا قلمرو متفاوت بوده و هر کدام برنامه‌های خودشان را تنظیم می‌کنند.
متصدیان لژ ماسونی به صورت سالانه انتخاب یا انتصاب می‌شوند. هر لژ ماسونی یک استاد، دو سرپرست محافظ داخلی(Wardens)، یک دفتردار و یک خزانه‌دار دارد. همچنین یک تایلر ماسونی(تایلر) به معنی افسر گارد خارجی که همیشه بیرون در لژی که در حال کار است حضور دارد. این‌ها موارد مشترک است و دیگر پست‌ها بین قلمروهای مختلف متفاوت هستند.

### مراسم ونمادگرایی

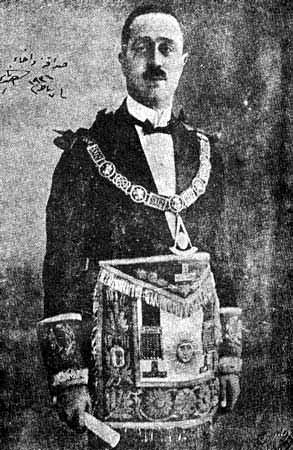
احمد نامی نجیب عثمانی در سال ۱۹۲۵ با لباس کامل ماسونی لباس پوشید

فراماسونری خودش را به عنوان یک سیستم زیبا از اخلاقیات، پنهان در حکایت و تمثیل و مصور در نمادها توصیف می‌کند. نمادگرایی فراماسونری به‌طور کلی (اما نه به صورت انحصاری) در آغاز از ابزارهای سنگ‌تراشان و بنّایان سازه‌های سنگی بیرون آمد، گونیا و پرگار، خط‌کش معماری یا شاغول و تراز، بیلچه و غیره. یک درس اخلاقی به هر یک از این ابزارها پیوسته، گرچه این نوع انتساب بین گروه‌ها به هیچ وجه یکپارچه نیست. مفهوم نمادگرایی از طریق مراسم آموخته و کاوش می‌شود.
همه فراماسون‌ها سفرشان در پیشه‌وری (Craft) را به صورت تدریجی با مبتدی (initiated)، از آزمون گذشته(passed) و ترفیع یافته (raised) به آن سه رتبه در کرفت (پیشه‌وری) یا لژ آبی ماسونی شروع می‌کنند. در جریان این سه مراسم، کاندید به صورت تدریجی مفاهیم نمادهای لژ را می‌آموزد و با دست دادن‌ها، نشان‌ها و واژه‌ها مسئولیت را عهده‌دار می‌شود تا برای دیگر ماسون‌ها روشن شود که او کارش را آغاز کرده‌است. مراسم‌های آغاز کار یا به عبارتی پاگشایی‌ها بخشی روایت‌خوانی و تمثیلی و بخشی سخنرانی هستند، و پیرامون ساخت معبد سلیمان، هنر و مرگ معمار آن، هیرام ابیف می‌چرخند. درجه‌ها شامل مبتدی واردشده(Entered apprentice)، رفیق پیشه‌ور(Fellowcraft) و استاد ماسون(Master Mason) است. در حالی که نسخه‌های بسیار متفاوتی از این مراسم‌ها و رسوم با طرح‌های متفاوت دو لژ و نسخه‌های متفاوت افسانه هیرام ابیف وجود دارد، اما هر یک از این نسخه‌ها برای هر فراماسون از حکمیت هر قلمرو به رسمیت شناخته می‌شود.
در برخی قلمروها موضوعات اصلی هر درجه بواسطه صفحه‌های ترسیمی مصور شده‌است. این پورتره‌ها و مجسم‌سازی‌های نقاشی شده از موضوعات ماسونی بر اساس اینکه کدام درجه آنجا در حال کار است در لژ نمایش و شرح داده می‌شود تا افسانه و نمادگرایی هر درجه برای کاندید روشن شود.
ایده برادری ماسونی احتمالاً در یک تعریف مرسوم و قانونی قرن شانزدهم دربارهٔ یک برادر به عنوان کسی که پیمان متقابل حمایت از دیگری را بسته‌است ریشه دارد. از این رو، ماسون‌ها در هر درجه سوگند می‌خورند تا محتویات و مندرجات آن درجه را سری حفظ نمایند، و از برادرانشان تا زمانی که آن‌ها پیمان را نشکسته‌اند حفاظت و حمایت کنند. در بیشتر لژها پیمان یا تعهد با قسم خوردن روی یک کتاب قانون بسته می‌شود، هر کتابی از کتب وحی یزدانی و خداوند که متناسب با عقاید دینی هر شخص برادر باشد (معمولاً انجیل در سنت آنگلو آمریکایی). در فراماسونری تدریجی اقلیمی اروپایی که شامل لیبرال می‌شود، کتاب‌هایی به غیر از کتب مقدس (انجیل، تورات یا کتب آسمانی) نیز مجاز است (و مخالف نظر لژ متحد انگلستان است) که این یکی از شواهد از هم گسیختگی و تفاوت بین لژهای بزرگ است.

### سازمان‌های لژها

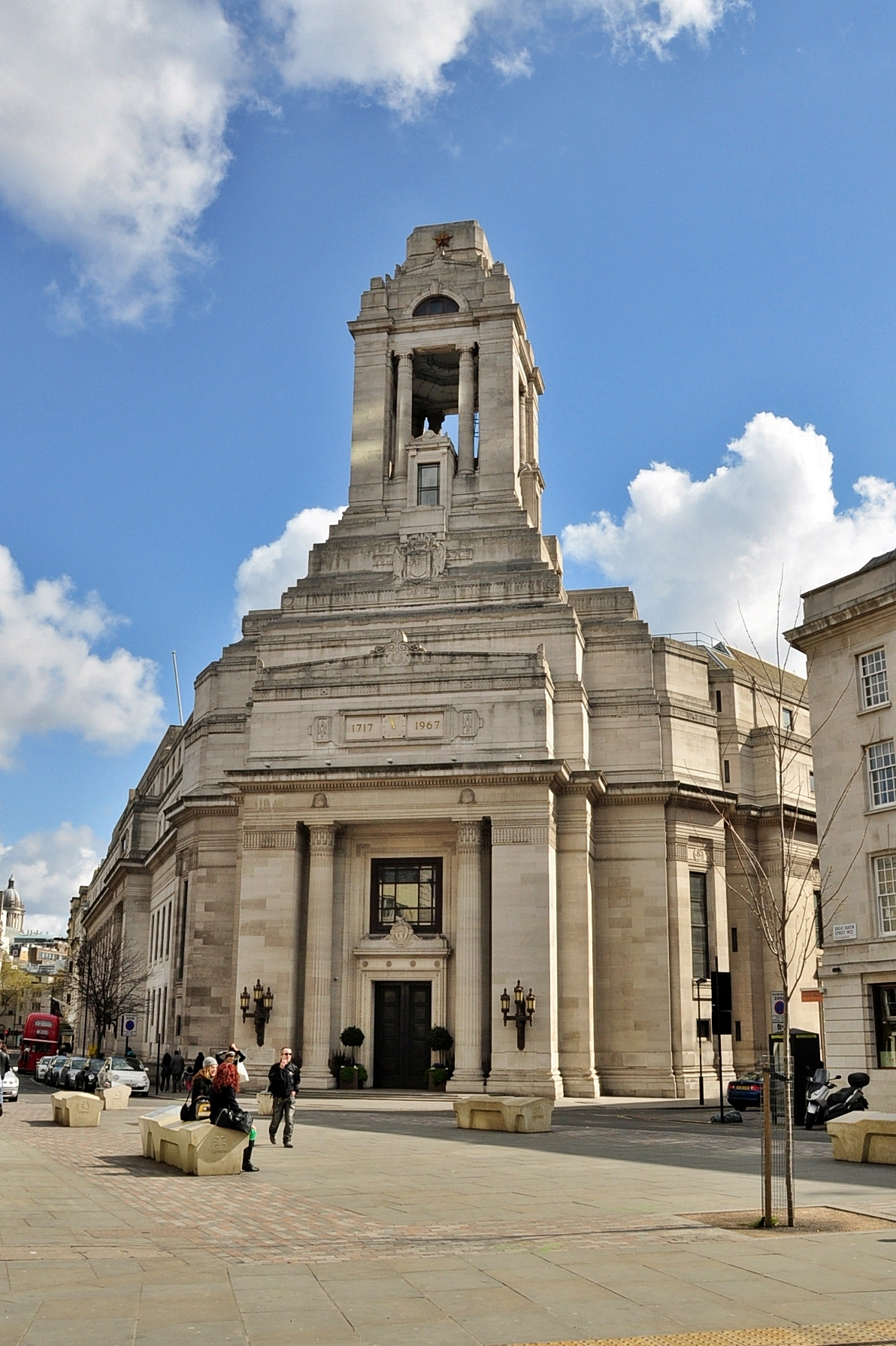
تالار فراماسون‌ها در لندن، محل لژ بزرگ متحد انگلستان

لژهای بزرگ و اورینت‌های بزرگ گروه‌های غیر وابسته و مستقلی هستند که ماسونری را در یک کشور، ایالت یا منطقه جغرافیایی کنترل می‌کنند (با عنوان قلمرو حاکمیت یا jurisdiction). هیچ گروه فرمانروای تکی بالاتری که کرسی ریاست جهانی فراماسونری را به عهده داشته باشد وجود ندارد و روابط بین قلمروهای مختلف به شکل انحصاری وابسته به تصدیق و به رسمیت‌شناسی متقابل آن‌هاست.
حجم عضویت فراماسونری، به همان صورت که در شکل‌های متفاوت در سطح جهان وجود دارد، توسط لژ بزرگ متحد انگلستان(UGLE) حدود شش میلیون در سطح جهان تخمین زده شده‌است. لژهای بزرگ (یا گاهی اورینت‌های بزرگ) غیر وابسته هر یک قلمرو ماسونی خودشان را کنترل می‌کنند، که شامل لژهای تابع (یا جزء) می‌باشد. بزرگترین قلمرو تکی (بر حسب عضویت)، لژ بزرگ متحد انگلستان است (با حدود یک چهارم میلیون عضو). لژ بزرگ اسکاتلند و لژ بزرگ ایرلند (روی هم رفته) حدود ۱۵۰ هزار عضو دارند. مجموع اعضاء لژهای مختلف در ایالات متحده تنها اندکی کمتر از دو میلیون نفر است.

#### تصدیق، رفاقت و نظم
روابط بین لژهای بزرگ با راهکار تصدیق(Recognition یا به رسمیت‌شناسی) میسر می‌شود. هر لژ بزرگ فهرستی از لژهای بزرگ دیگر را که به رسمیت می‌شناسد نگهداری می‌کند. زمانی که دو لژ بزرگ با تصدیق با یکدیگر ارتباط برقرار می‌کنند، به آن‌ها می‌گویند که در رفاقت هستند و برادران هر لژ می‌توانند لژهای همدیگر را بازدید کنند و به صورت ماسونیایی کنش متقابل داشته باشند. زمانی که دو لژ در رفاقت نیستند، بازدید متقابل از لژها ممکن نیست. دلایل زیادی وجود دارد برای اینکه چرا یک لژ از اینکه توسط لژ دیگر شناسایی شود ممانعت می‌کند، اما دو مورد از رایج‌ترین دلایل، قلمرو منحصر به فرد (Exclusive Jurisdiction) و قاعده(Regularity) است.

##### قلمرو انحصاری
قلمرو حاکمیت انحصاری، مفهومی ست که از طریق آن فقط یک لژ بزرگ در هر محدوده جغرافیایی شناسایی می‌شود. اگر دو لژ بزرگ در محدوده‌ای یکسان ادعای قلمرو کنند، دیگر لژهای بزرگ مجبورند از بین آن‌ها فقط یکی را انتخاب کنند و دیگر نمی‌توانند لژ دیگر را به رسمیت بشناسند، برای مثال در سال ۱۸۴۹، لژ بزرگ نیویورک به دوبخش رقیب تقسیم شد که هر یک مدعی لژ بزرگ رسمی بودند. دیگر لژهای بزرگ مجبور شدند تا زمانی که این جدایی پایان یابد از بین آن‌ها فقط یکی را انتخاب نمایند. قلمرو انحصاری فقط زمانی می‌تواند مورد چشم پوشی قرار گیرد که آن دو لژ بزرگ که در یک محدوده قرار گرفته‌اند خودشان در رفاقت باشند و با به اشتراک گذاشتن قلمرو موافق باشند، برای مثال از زمانی که لژ بزرگ ایالت کانکتیکت با لژ بزرگ پرینس هال(سیاه‌پوستان) در همان ایالت در رفاقت است، قاعده قلمرو انحصاری اجرا نمی‌شود و دیگر لژهای بزرگ می‌توانند هر دوی آن‌ها را به رسمیت بشناسند.

##### قاعده
قاعده، عقیده‌ای ست بر اساس پایبندی به نشان‌های اختصاصی ماسونی، شرایط اصلی لازم برای عضویت، اصول مسلم یا عقاید و رسوم پیشه. هر لژ بزرگ تعاریف خودش را از نشانه‌های اختصاصی دارد و از این رو اینکه چه چیز قانونی(شرعی) ست و چه چیز غیرقانونی(غیرشرعی) بستگی به لژ دارد (و این نمی‌تواند الزاماً بین دو لژ بزرگ مورد توافق باشد). به‌طور ضروری، هر لژ بزرگ نشانه‌های خودش را قانونی می‌پندارد (شرایط لازم، اصول و رسوم) و دیگر لژهای بزرگ را بر اساس این نشانه‌ها مورد قضاوت قرار می‌دهد. اگر تفاوت‌ها برجسته و فاحش باشند، یک لژ بزرگ ممکن است اعلام کند که لژ دیگر «غیرقانونی» ست و از به رسمیت شناختن آن ممانعت کند.

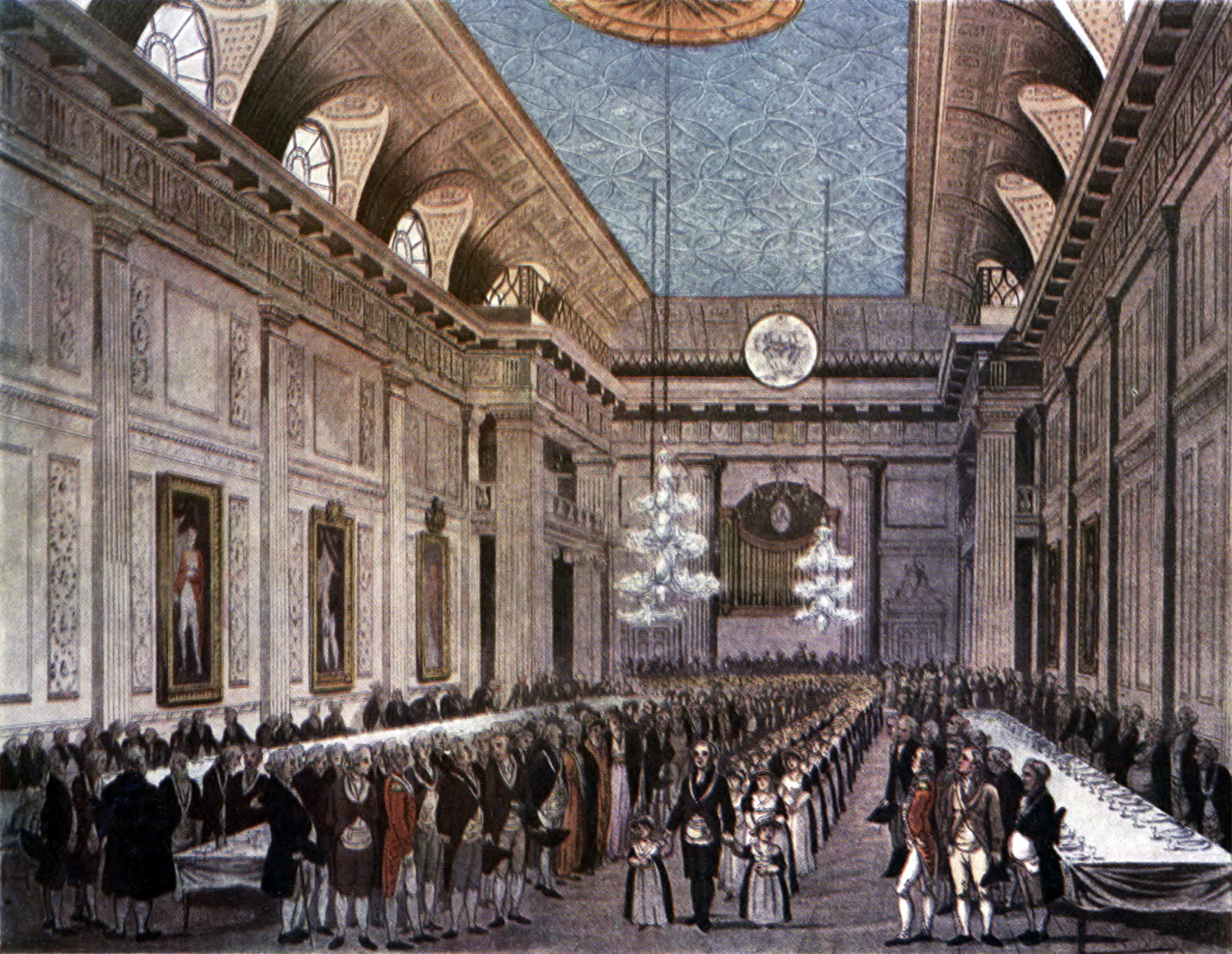
تالار فراماسون‌ها، لندن، سال ۱۸۰۹ میلادی

رایجترین قواعد مشترک در انگلستان و متحدان لژهای انگلستان برای رسمی شدن (Recognition) (بر اساس قواعد) آن‌هایی هستند که توسط لژ بزرگ متحد انگلستان در سال ۱۹۲۹ ارائه شد:
- لژ بزرگ باید توسط یک لژ بزرگ قانونی موجود یا حداقل سه لژ قانونی (غیر بزرگ) تأسیس شود.
- اعتقاد به وجود عالی و یکی از کتب مقدس، یکی از شرایط عضویت است.
- واردشدگان باید پیمان‌هایشان را روی کتاب مقدس سوگند بخورند.
- فقط مردان پذیرفته می‌شوند، و نباید هیچ رابطه‌ای بین لژ بزرگ با لژهای مختلط وجود داشته باشد.
- لژ بزرگ روی سه درجه آغازین کنترل کامل داشته باشد و تابع گروه دیگری نباشد.
- همه لژها باید در جلسه، یکی از کتب مقدس را همراه گونیا و پرگار نشان دهند.
- هیچ بحث سیاسی یا مذهبی نباید صورت گیرد.
- «رسوم، سنت‌ها و نشانه‌های کهن» رعایت شود.

### درجه‌ها، گروه‌های دینی و گروه‌های دیگر
لژ آبی فراماسونری فقط سه درجه سنتی، و در بیشتر قلمروها، رتبه استاد سابق یا منصوب را ارائه می‌کند. ماسون‌های استاد همچنین قادر هستند بواسطه کسب درجه‌های بیشتر در گروه‌های مکمل و مورد تأیید لژ بزرگ خودشان، کارآزمودگی ماسونی خود را رشد و گسترش دهند.
رسوم رایت کهن و پذیرفته‌شده اسکاتلندی(Rite)، سیستمی متشکل از ۳۳ درجه است (شامل سه درجه لژ آبی) که توسط یک شورای عالی ملی یا محلی مدیریت می‌شود. این سیستم در آمریکای شمالی و اروپای اقلیمی (لیبرال فرانسوی) محبوب و مشهور است. یورک رایت، با گستره‌ای مشابه، سه گروه دینی از ماسونری به نام‌های رویال آرک (طاق سلطنتی یا طاق اعظم سلطنتی)، کریپتیک ماسونری (ماسونری سری) و کی‌نایتس تمپلر (عابد شوالیه‌ها با اشاره به گروهی به همین نام Templar که در اورشلیم طی جنگ‌های صلیبی شکل گرفت) را مدیریت می‌کند.
در بریتانیا، گروه‌های مجزا هر گروه دینی را مدیریت می‌کنند. فراماسون‌ها مشتاق پیوستن به هولی رویال آرک که به مارک ماسونری در اسکاتلند و ایرلند پیوند خورده‌است هستند نه آن‌هایی که در انگلستان جداگانه هستند.
در کشورهای سرزمین‌های نوردیک، رایت سوئدی رایج است که نوعی از آن نیز در قسمت‌هایی از آلمان استفاده شده‌است.

### پیوستن به یک لژ

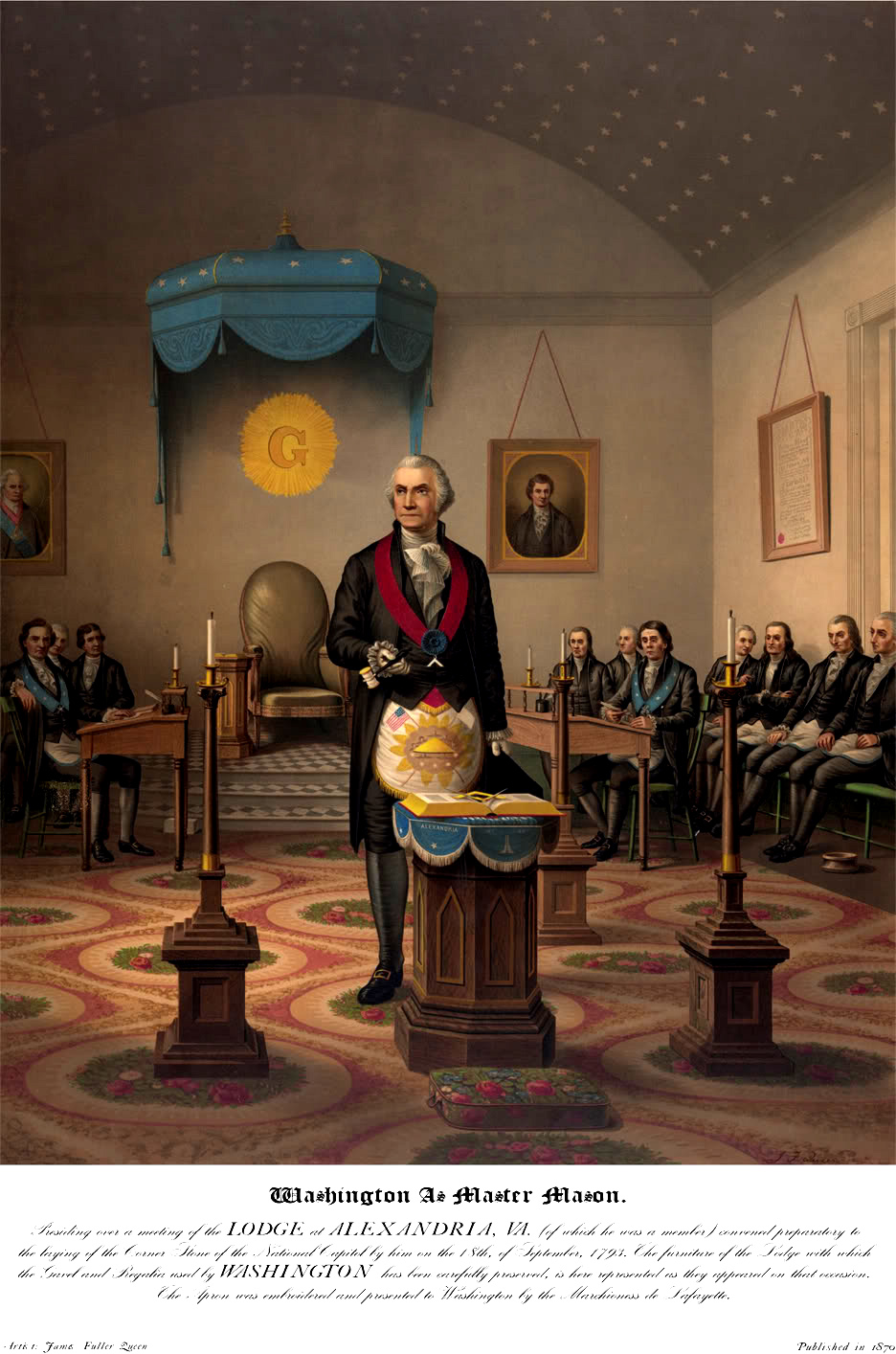
تصویری مربوط به سال ۱۸۷۰ میلادی که جرج واشینگتن را به عنوان استاد ماسون در لژ خود نشان می‌دهد.

کاندیدهای فراماسونری، فعال‌ترین اعضای لژ را ملاقات خواهند کرد که پیش از آغاز(پاگشایی) در حال پذیرش هستند. این فرایند بین قلمروها متفاوت است، اما کاندید به‌طور نمونه توسط یک دوست در یک رویداد جمعی یا در نوعی رویداد باز در لژ معرفی می‌شود. در عصر مدرن، مردم علاقه‌مند اغلب از طریق اینترنت به دنبال یک لژ محلی می‌گردند. مسئولیت درخواست برای پیوستن به عهده کاندیدهاست، این در حالی‌ست که هیچ‌کس هرگز دعوت نخواهد شد. زمانی که درخواست ورود داده شد، معمولاً برای اینکه صلاحیت کاندید سنجیده شود یک مصاحبه صورت می‌گیرد. از اینجا به بعد اگر کاندید مایل به ادامه دادن باشد پیش از پذیرفتن او یک رای‌گیری صورت می‌گیرد.
حداقل شرایط قطعی لازم برای هر گروه از فراماسون‌ها این است که کاندید باید آزاد باشد، و ارزیابی گروه او را به عنوان شخصیت و کاراکتر خوب تشخیص دهد. همچنین یک شرط سِنی نیز وجود دارد، که به شدت بین لژها متفاوت است، و در برخی قلمروها امکان استثناء قائل شدن با اجازه لژ بزرگ امکان‌پذیر است. فرض اساسی بر این است که کاندید باید یک بزرگسال بالغ باشد.
به علاوه، بیشتر لژهای بزرگ (به استثنای فراماسونری اقلیمی اروپا یا لیبرال و حامیان اورینت فرانسه) از کاندید می‌خواهند که اعتقادش به یک وجود عالی را اعلام کند. در اندک موارد، ممکن است از کاندید خواسته شود که از یک دین خاص باشد. برای مثال شکل فراماسونری در اسکاندیناوی (که به عنوان رایت سوئدی مشهور است) فقط مسیحیان را می‌پذیرد. در طرف دیگر این طیف، حالت «لیبرال» یا فراماسونری اقلیمی اروپایی که با عناوین فراماسونری لاتین یا فراماسونری ادوگماتیک نیز شناخته شده‌است قرار دارد که برای مثال گرند اورینت یا راهنمای بزرگ خاوری فرانسه شرطی برای اعلام اعتقاد به هیج خدایی را ندارد و حتی آتئیست‌ها را نیز می‌پذیرد (یکی از شواهد ناهماهنگی در کل فراماسونری).
در طول مراسم آغاز یا ورود، از کاندید انتظار می‌رود که برای انجام وظایف تعیین شده به عنوان یک ماسون سوگند بخورد (معمولاً روی متن یک کتاب مقدس متناسب با ایمان مذهبی شخصی خودش). در مسیر این سه درجه، ماسون‌های جدید قول می‌دهند که رازهای درجه خودشان را از درجه‌های پایین‌تر و افراد خارجی محفوظ نگاه دارند و از یک ماسون همکار در شرایط خطر جدی حمایت کنند (در حد عمل و پیمان قانونی). دستور العملی به عنوان وظایف یک فراماسون وجود دارد، اما در کل، فراماسون‌ها آزادند تا پیشه را به صورتی که بیشتر از همه به آن تمایل دارند کاوش کنند. برخی بیشتر در زمینه نمادگرایی و رسوم پیشه کاوش خواهند کرد، دیگران روی جنبه اجتماعی لژ متمرکز می‌شوند، در حالی که برخی دیگر روی فعالیت‌های خیریه متمرکز شده‌اند.

## پیشینه

### خاستگاه‌ها

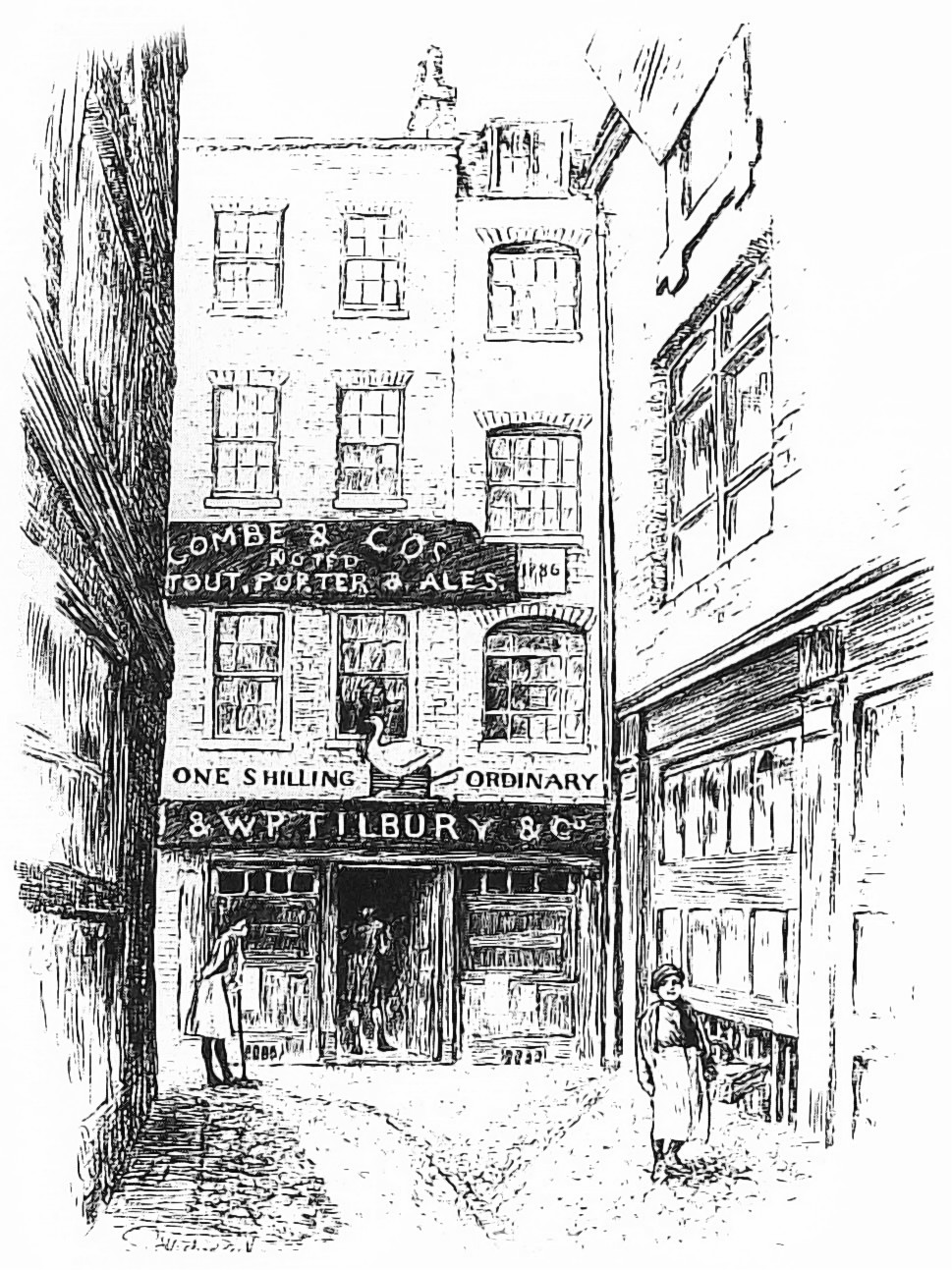
گوس (غاز) و گریدآیرن (کباب‌پز)، جایی که لژ بزرگ انگلستان تأسیس شد.

دربارهٔ خاستگاه اولیه فراماسونری هیچ نظر مشترکی نیست ولی می‌توان فراماسونری را «کهن‌ترین انجمن‌های اخوت سکولار در جهان» دانست که به «معمار اعظم آفرینش» اعتقاد دارند اما فراماسونری نه دین است نه جایگزین آن بلکه انجمنی برادرانه است که بسیاری از رهبران ادیان از جمله پاپ‌ها و مراجع تقلید با آن مخالفت شدید کردند. گرچه عضویت در انجمن‌ها مخصوص مردان است اما نمونه‌های مدرن آن زنان را هم می‌پذیرند. نشان‌ها و نمادهای آن نیز بر اساس سنت‌های محلی از فرهنگ‌های مختلفی از جمله مصری، یهودی و مسیحی پیرامون داستان قتل معمار معبد سلیمان، هیرام ابیف تأثیر گرفته‌است که روایت‌های متفاوتی دارد و قسمت مهمی از نمادهای فراماسونری (مانند گونیا و پرگار) ریشه در ابزارهای سنگ‌تراشی و بنایان سازه‌های سنگی دارد.
از میانه قرن نوزدهم، پیشینه‌نگاران ماسونی در پی ریشه‌های این تحرک در یک سری از اسناد مشابه رفتند که به عنوان مسئولیت‌های کهن مشهور است، که ریشه‌های آن از «شعر سلطنتی» در حدود ۱۴۲۵ پس از میلاد تا آغاز قرن هجدهم تاریخ‌گذاری شد. وظایف و رتبه‌هایشان و شکل پیمان‌های وفاداری برای قسم خوردن در زمان پیوستن به گروه، برای عضویت در لژی از ماسون‌های فعال، افسانه‌ای تاریخی و کهن از پیشه‌وری (کرفت) را بازگو می‌کنند. قرن پانزدهم نیز اولین شواهد از نمادهای تشریفاتی و رسمی سلطنتی را شاهد بود.
هیچ مکانیزم شفافی از اینکه کدام یک از این سازمان‌های تجاری محلی به لژهای ماسونی امروزی تبدیل شد وجود ندارد اما قدیمی‌ترین رسوم و رمزهای شناخته شده از لژهای مهم و فعال در حدود قرن‌های هفدهم و هجدهم، تداوم و ارتباط آن‌ها با رسوم رشد یافته در اواخر قرن هجدهم توسط ماسون‌های پذیرفته‌شده یا نظری را نشان می‌دهند، یعنی زمانی که اعضا با پیشه‌وری فیزیکی ماسونری (سنگ‌تراشی) آشنا نشده و آن را تجربه نمی‌کردند. صورت‌جلسه‌های لژ ادینبرو (کلیسای کوچک مریم) شماره ۱ در اسکاتلند ارتباطی متداوم و پایدار از یک لژ فعال در ۱۵۹۸ به یک لژ نظری مدرن را نشان می‌دهند. این لژ به عنوان قدیمی‌ترین لژ ماسونی در جهان مشهور است.

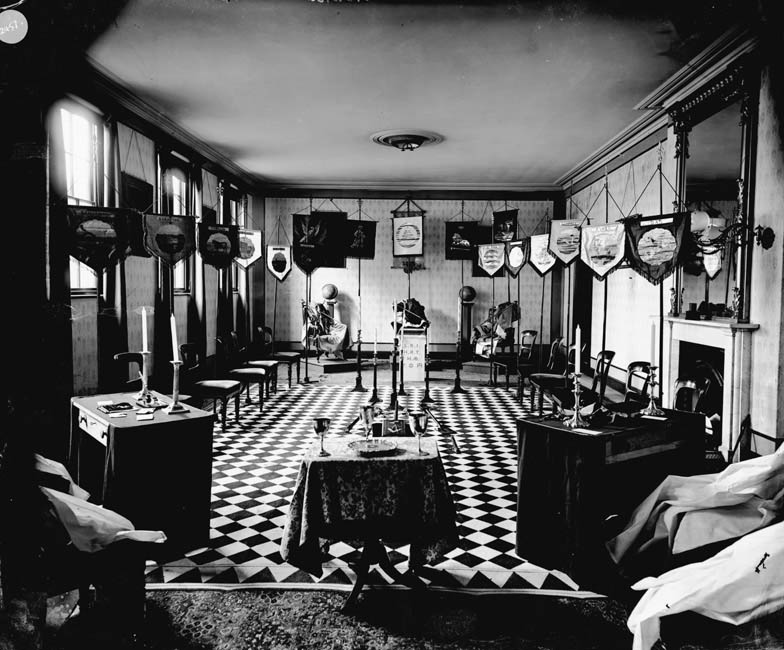
نمای اتاقی در تالار ماسونی در باری سنت ادموندز سافک در انگلستان. اوائل قرن بیستم، مرتب شده برای یک جلسه

اولین لژ بزرگ، لژ بزرگ لندن و وستمینستر (که بعدها به نام لژ بزرگ متحد انگلستان(GLE) تغییر کرد که نباید با لژ بزرگ متحد انگلستان اشتباه گرفته شود) در ۲۴ ژوئن ۱۷۱۷ تأسیس شد، زمانی که ۴ لژ آن زمان در لندن برای شام مشترک نشستی را برگزار کردند. بسیاری از لژهای پیوسته به بدنه و گروه تنظیمی و مدیریتی جدید، خودشان وارد یک دوره شهرت و گسترش مستقل شدند. گرچه، لژهای بسیاری نتوانستند تغییراتی که GLE برای رسوم ایجاد کرد را تأیید کنند (آن‌ها با عنوان مدرن‌ها یا Moderns شناخته شدند) و چندی از آن‌ها یک گراند لژ رقیب را در ۱۷ ژوئیه ۱۷۵۱ شکل دادند، که هم‌اکنون با عنوان لژ بزرگ باستانی انگلستان(که به صورت Antient Grand Lodge of England نوشته می‌شود که واژه باستانی آن حالت منسوخ این واژه است) شناخته می‌شوند. این دو لژ بزرگ برای غلبه حاکمیت خود رقابت کردند تا اینکه مدرن‌ها قول دادند که به پیمان کهن یا باستانی برگردند. آن‌ها در ۲۵ نوامبر ۱۸۱۳ متحد شدند و لژ بزرگ متحد انگلستان(UGLE) را تشکیل دادند.
لژ بزرگ ایرلند و لژ بزرگ اسکاتلند به ترتیب در سال‌های ۱۷۲۵ و ۱۷۳۶ شکل گرفتند، گرچه برای سال‌ها، هیچ‌یک از آن‌ها همه لژهای موجود در کشورشان را برای پیوستن متقاعد نکردند.

### آمریکای شمالی
قدیمی‌ترین لژهای آمریکایی شناخته شده در پنسیلوانیا بودند. جان مور، کلکتور بندرگاه پنسیلوانیا از لژهای حاضر در سال ۱۷۱۵ می‌نویسد، دو سال پیش از تشکیل لژ بزرگ متحد انگلستان در لندن. لژ بزرگ نخستین انگلستان در سال ۱۷۳۱ یک استاد بزرگ استانی را برای آمریکای شمالی در پنسیلوانیا منصوب کرد. لژهای دیگر در آن کلنی (مستعمره) از لژ بزرگ باستانی انگلستان، لژ بزرگ اسکاتلند و لژ بزرگ ایرلند اجازه رسمی گرفتند که به‌طور ویژه و به خوبی در لژهای مسافرتی ارتش بریتانیا نمایان شد. لژهای بسیاری بدون گرفتن مجوز از هیچ لژ بزرگی به وجود آمدند و زمانی که از بقاء خودشان مطمئن شدند برای مجوز خودشان اقدام کرده و هزینه کردند.
پس از انقلاب آمریکا، در ایالات متحده که مستقل شده بود، لژهای بزرگ، خودشان را در هر ایالت به صورت مجزا ایجاد کردند. برخی اندیشه‌ها به‌طور خلاصه به سازماندهی یک بارگاه اعظم (آرک یا overarch) «لژ بزرگ ایالات متحده» با جرج واشینگتن (کسی که عضو لژ ویرجینایی بود) به عنوان اولین استاد بزرگ پرداختند، اما عمر این ایده کوتاه بود. لژهای بزرگ ایالت‌های مختلف مایل به کم شدن قدرت خودشان با پیوستن به چنین گروهی نبودند.

#### فراماسونری پرینس هال (آفریقاییان آمریکا)
فراماسونری پرینس هال به دلیل سرپیچی لژهای آمریکایی پیشین از پذیرفتن سیاهپوستان آمریکا شکل گرفت. در سال ۱۷۷۵، یک آمریکایی آفریقایی به نام پرینس هال, همراه با ۱۴ آمریکایی آفریقایی دیگر که لژهای دیگر در بوستون به آن‌ها مجوز ورود نداده بودند، با مجوز لژ بزرگ ایرلند وارد یک لژ نظامی بریتانیایی شدند. زمانی که لژ نظامی آمریکای شمالی را ترک کرد، این ۱۵ مرد به تنهایی اجازه تشکیل یک لژ مستقل را به دست آوردند، اما نه برای وارد کردن ماسون‌ها. در سال ۱۷۸۴، این اشخاص از لژ بزرگ نخستین انگلستان(GLE) و لژ آفریقایی مجوز را گرفتند، شماره ۴۵۹. زمانی که UGLE در ۱۸۱۳ شکل گرفت، همه لژهای ایالات متحده (بیشتر به خاطر جنگ ۱۸۱۲) از فهرست‌های (فهرست لژهای بزرگ ماسونی) خودشان ضربه خورده بودند. از این رو لژ آفریقایی مستقل از هم UGLE و همین‌طور همه لژهای بزرگ ایالات متحده که هماهنگ با UGLE رسمی شده بودند، خودش را با عنوان لژ آفریقا نامگذاری کرد (شماره ۱) و در عمل (نه صرفاً قانونی) یک «لژ بزرگ» شد (این لژ آفریقایی نباید با لژهای بزرگ مختلف در قاره آفریقا اشتباه گرفته شود). هم‌زمان با فراماسونری ایالات متحده، فراماسونری پرینس هال نیز به سرعت رشد کرد و سیستم لژ بزرگ آن برای هر ایالت سازماندهی شد.

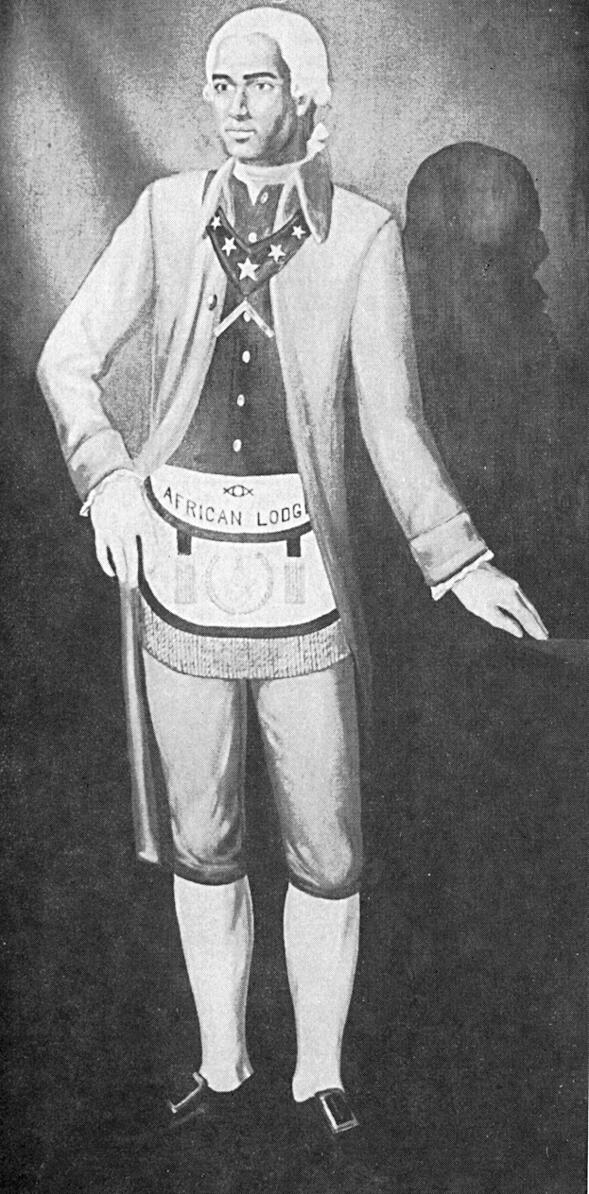
طرحی هنری کشیده شده از

تبعیض نژادی گسترده در قرن نوزدهم و اوائل قرن بیستم در آمریکای شمالی، پیوستن به لژهای خارج از حکمیت (قلمروهای) پرینس هال را برای سیاه‌پوستان آمریکا مشکل می‌کرد و همین‌طور به رسمیت شناخته شدن موازی بین حاکمیتی (دو حکمیت در یک قلمرو)، بین قدرت‌های ماسونی ایالات متحده برای سیاه‌پوستان غیرممکن بود. تبعیض در دهه ۱۹۸۰، یک چیز منسوخ بود و امروزه بیشتر لژهای بزرگ ایالات متحده شرکای پرینس هال خود را به رسمیت شناخته و سنت‌های هر دوی آن‌ها مجاز و رسمی ست. ظاهراً لژ بزرگ متحد انگلستان دیگر مشکلی با به رسمیت شناختن لژهای بزرگ پرینس هال ندارد. در حالی که لژهای پرینس هال میراث خودشان را به عنوان لژهای امریکاییان سیاه جشن می‌گیرند، درهای پرینس هال برای همه مردان بدون در نظر گرفتن نژاد یا مذهب باز است.

### شکوفایی فراماسونری اروپایی

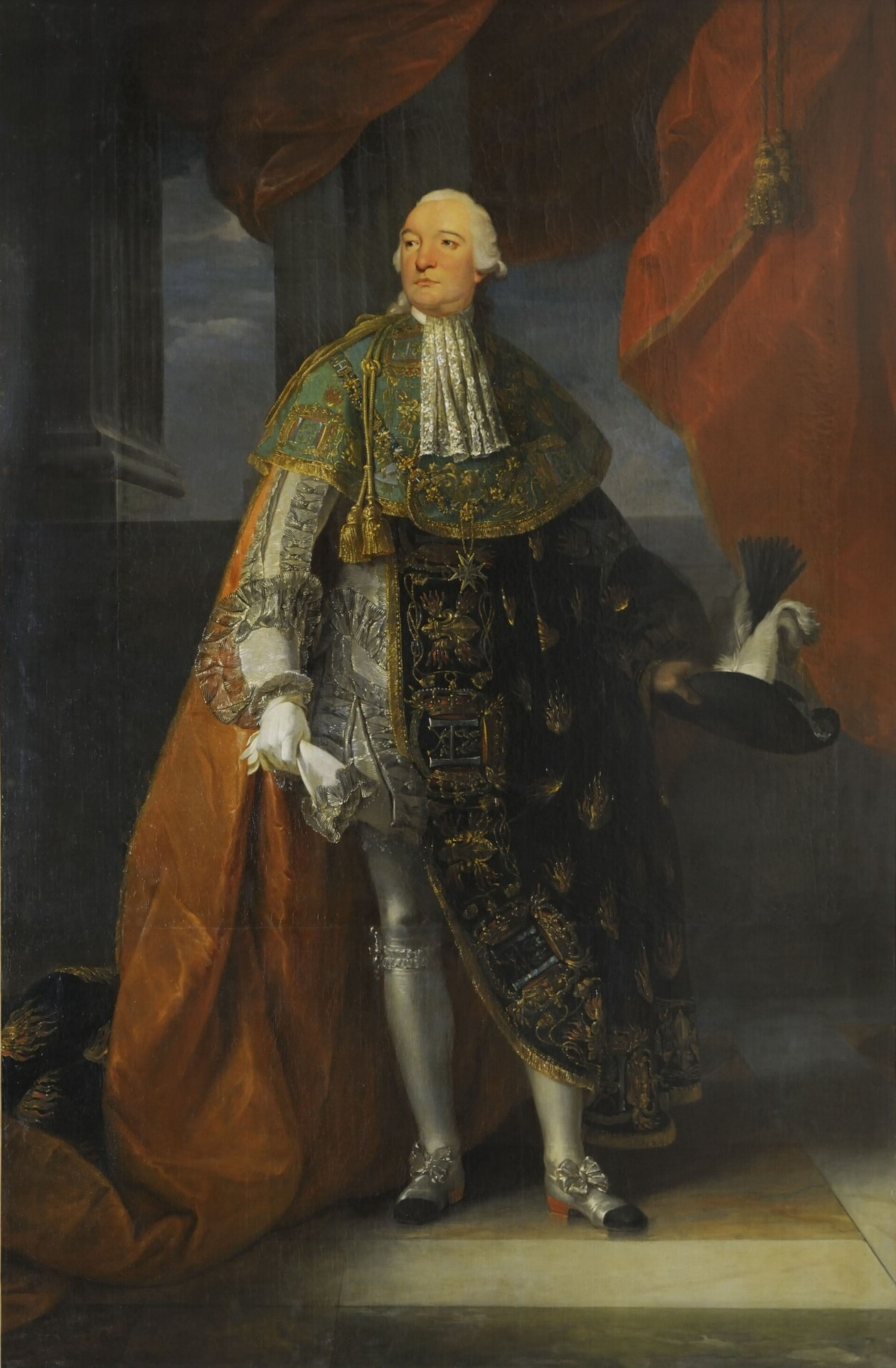
لویس فیلیپ جوزف، دوک اورلئانز

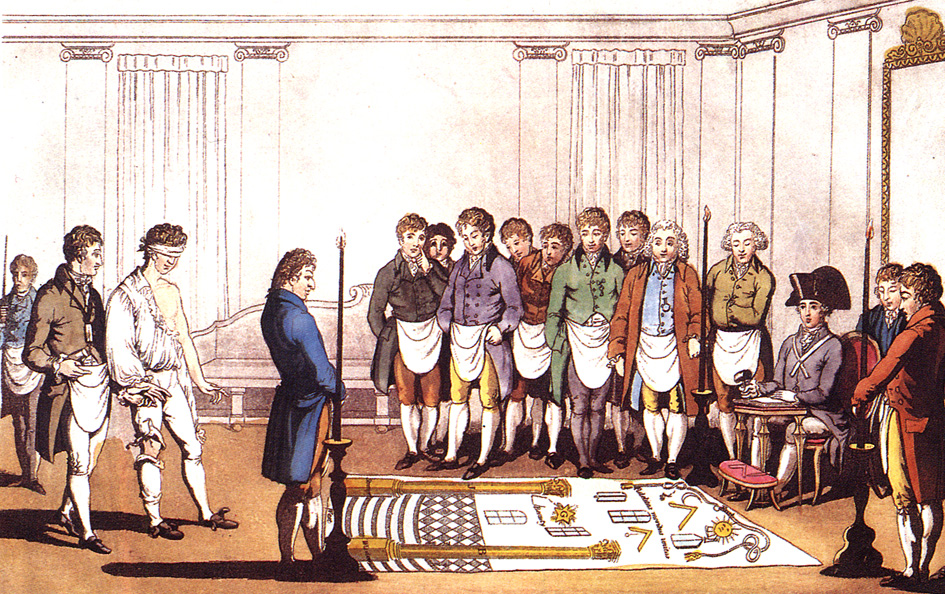
ورود رسمی ماسونی، پاریس، ۱۷۴۵

فراماسونری انگلیسی در دهه ۱۷۲۰ به فرانسه کشیده شد (همزمان با نپذیرفتن قواعد جدید GLE توسط مدرن‌ها)، ابتدا به عنوان لژهای جکوبایت‌های خارجی و تبعیدی، و پس از آن به عنوان لژهای متمایز و انحصاری فرانسوی که هنوز سنت مدرن‌ها را دنبال می‌کنند. در طول قرن هجدهم بود که فراماسونری از فرانسه و انگلیس به بیشتر قاره اروپا گسترش یافت. لژ بزرگ فرانسه تحت استادی بزرگ دوک کِلِرمونت شکل گرفت گرچه او فقط حکمیت و اعتبار اسمی را تجربه کرد. جانشین او دوک اورلئانز، مجدد بدنه و گروه مرکزی را با عنوان Grand Orient de France در سال ۱۷۷۳ تأسیس کرد. به‌طور خلاصه فراماسونری فرانسوی تحت تأثیر انقلاب فرانسه قرار گرفت و رشد خود را در قرن بعد ادامه داد.

#### اختلاف
طی رویدادهایی که در انگلستان رخ داد و به تشکیل لژ بزرگ متحد انگلستان در سال ۱۸۱۳ منتهی شد، شکل آئین و رسومی که گراند اورینت فرانسه بر پایه آن شکل گرفته بود در انگلستان منسوخ گشت. گرچه دو محکمه تا رویدادهای دهه ۱۸۶۰ و ۱۸۷۰ در رفاقت (تصدیق متقابل) به کار خود ادامه دادند اما پس از آن ظاهراً شکافی عمیق و پایدار بین آن‌ها ایجاد شد. در سال ۱۸۶۸ در قلمرو لژ بزرگ لوئیزیانا، شورای عالی رایت کهن و پذیرفته‌شده اسکاتلندی به دست گراند اورینت فرانسه (و نه گروه قدیمی‌تری که از قلمرو خودشان تجاوز کرده بودند) به رسمیت شناخته شد. گروه اسکاتلندی جدید سیاه‌پوستان را نیز پذیرفت، و در سال بعد قطعنامه گراند اورینت فرانسه دربارهٔ اینکه نه رنگ، نه نژاد و نه مذهب نمی‌تواند یک مرد را از ماسون بودن محروم کند را نیز پذیرفت. این موضوع باعث تحریک لژ بزرگ انگستان شد، و رسمیت آن را پس گرفته و باطل کرد، و دیگر لژهای بزرگ آمریکایی را نیز متقاعد کرد تا این چنین کنند.
مجادله‌ای در جریان شوراهای عالی ۱۸۷۵ کنگره لوزان باعث شد گراند اورینت فرانسه گزارشی را به یکی از پیشوایان روحانی پروتستان تسلیم کند که در نتیجه آن اعلام می‌کرد که فراماسونری یک دین نبوده‌است و نباید یک عقیده مذهبی را شرط قرار دهد. قانون اساسی جدید می‌گفت: «اصول فراماسونری آزادی مطلق وجدان و اتحاد انسانی‌ست» و ماهیت خداوند و وجود روحانی ابدی از بین شروط آن حذف شد. احتمال این هست که اعتراضات بی‌درنگ لژ بزرگ متحد انگلستان، حداقل تا حدودی، تحت تأثیر تنش‌های سیاسی تحریک‌کننده بین فرانسه و بریتانیا در آن زمان بوده باشد. نتیجه آن، باطل شدن رسمیت گراند اورینت فرانسه توسط لژ بزرگ متحد انگلستان بود که تا امروز همچنان ادامه داشته‌است.
در سال ۱۸۹۴، لژهایی که لژ بزرگ فرانسه را تشکیل دادند نسبت لزوم به رسمیت شناختن معمار بزرگ جهان توجه داشتند. البته همه لژهای فرانسوی با نامگذاری‌ها و عبارت‌سازی‌های جدید موافق نبودند. در ۱۹۱۳، لژ بزرگ متحد انگلستان، لژ جدیدی را با نام لژ بزرگ فراماسون‌های باقاعده به رسمیت شناخت، لژی که رسومی مشابه فراماسونری آنگلو آمریکایی را در کنار اعتقاد اجباری به خدا و وجود یزدانی دنبال می‌کرد.
در حال حاضر سه شاخه از فراماسونری در فرانسه هست که در سراسر قاره اروپا گسترش یافته‌اند:
- لیبرال (همچنین با عنوان ادوگماتیک یا پروگرسیو) - اصول آزادی وجدان، و لائیسیته به ویژه جدایی کلیسا و دولت.[۷۱]
- سنتی - رسم قدیمی فرانسوی با پیش‌نیاز اعتقاد به یک وجود عالی.[۷۲] (این نوع در قالب لژ بزرگ فرانسه می‌باشد)
- باقاعده - شاخه‌ای از رسم آنگلو آمریکایی، اعتقاد اجباری به وجود عالی.[۷۳]

گستره تعداد فراماسون‌ها در جهان.

اصطلاح فراماسونری اقلیمی، قاره‌ای یا اروپایی در دانشنامه فراماسونری ۱۸۷۳ «مَکِی» برای «اشاره به لژها در قاره اروپا استفاده شد که کاربردهای بسیاری را به خود اختصاص می‌داد اما در لژهای انگلستان، ایرلند، اسکاتلند و ایالات متحده یا پذیرفته نشد یا هرگز مشاهده نشد». از این رو امروزه، این واژه به صورت مکرر فقط برای اشاره به قلمروهای محکمه‌های لیبرال، شکل گرفته در گراند اورینت فرانسه استفاده می‌شود.
اغلب جامعه فراماسونری، شاخه لیبرال (اقلیمی) را غیرقانونی و غیرشرعی می‌دانند و از به رسمیت شناختن آن ممانعت می‌کنند. اگرچه برای لژهای اقلیمی لیبرال، داشتن راهی متفاوت از فراماسونری رایج باعث نشد که از فراماسونری جدا شوند. در ۱۹۶۱، یک سازمان چتری به نام «مرکز روابط و اطلاعات امضاکنندگان قدرت‌های ماسونی فرجام استراسبورگ» (CLIPSAS) بنا شد که در عصر حاضر انجمنی ست برای اکثر لژها و اورینت‌های بزرگ در سطح جهان شامل بلژیک، فرانسه و ایتالیا. ۷۰ گراند لژ و گراند اورینت به نمایندگی از سه شاخه لیبرال، سنتی و باقاعده شامل سازمان‌های زنان و مختلط در فهرست آن قرار دارند. گراند لژ متحد انگلستان با هیچ‌یک از این محکمه‌ها ارتباط برقرار نکرد و انتظار داشت که متحدانش نیز این مسیر را دنبال کنند. این موضوع بین فراماسونری آنگلو آمریکایی و اقلیمی تمایز ایجاد کرد. گراند اورینت فرانسه و بلژیک بین سال‌های ۲۰۰۰ تا ۲۰۱۰ آن را ترک کردند. این مرکز از سال ۲۰۱۱ در یونسکو وضعیت شورایی ویژه دارد.

### فراماسونری و زنان

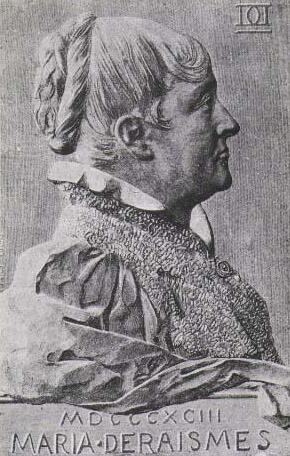
نویسنده و از پیشگامان حقوق زنان بود

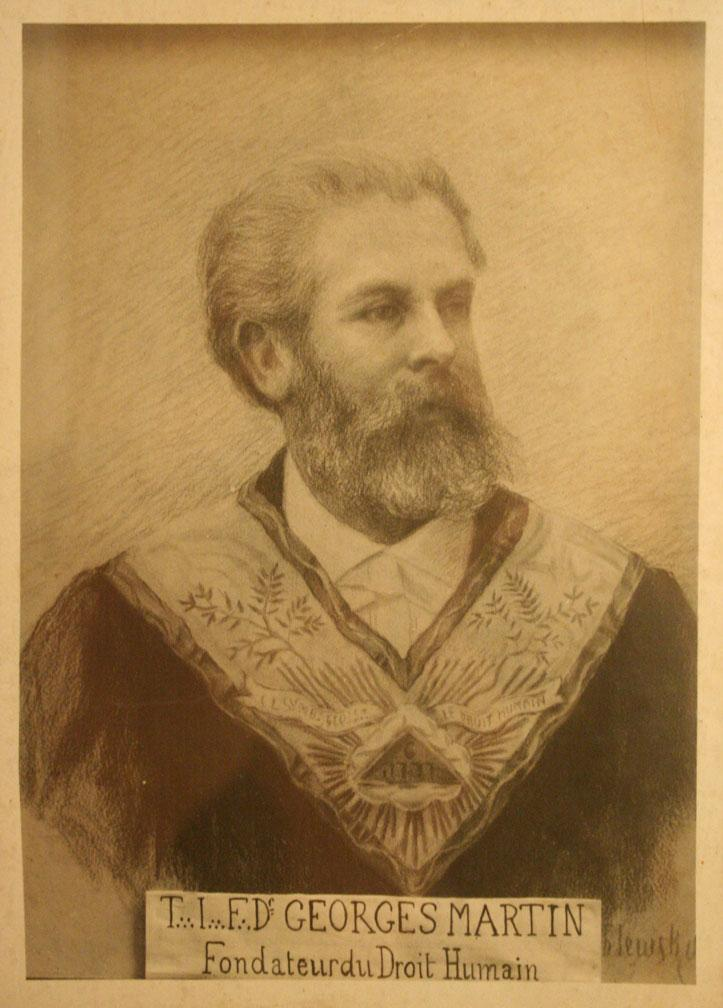
یک دکتر، سیاستمدار و فراماسون فرانسوی بود

وضعیت زنان در بنگاه‌ها (مشارکت‌ها) و اصناف قدیمی ماسون‌های قرون وسطی نامعلوم مانده‌است. اصل و قاعده «تجرد زنانه» به یک بیوه اجازه داد تا تجارت همسرش را ادامه دهد، اما عرض حال او، دگرگونی‌های محلی گسترده‌ای را همراه داشت، از عضویت کامل گروه تجاری تا تجارت محدود شده توسط هیئت نمایندگان برای اعضای تأیید شده آن گروه. شواهد کوچکی در دسترس هستند که به اختیارات کمتری در این مقیاس اشاره دارند.
در دوران شکوفایی لژ بزرگ در طول دهه ۱۷۲۰، جیمز اندرسون اولین اساسنامه نگاشته شده برای فراماسون‌ها را تهیه کرد که پایهٔ بسیاری از قوانین اساسی پیرو آن شد که به صورت ویژه زن‌ها را از فراماسونری محروم می‌کرد. هم‌زمان با گسترش فراماسونری، ماسون‌های اقلیمی شروع کردند به شامل نمودن دختران و همسرانشان در لژهای فرزندخواندگی، با سه درجه با همان نام‌هایی که برای مردان بود اما با محتوای متفاوت. مردم فرانسه این روش را در اوائل قرن نوزدهم ترک کردند. بعدها سازمان‌های دیگری با هدف مشابه در ایالات متحده پدیدار شد، اما آن‌ها نام درجه‌ها را از ماسونری‌های مرد متمایز کردند.
ماریا دیریسمس در سال ۱۸۸۲ وارد فرماسونری شد، سپس استعفاء داد تا به لژ خود اجازه دهد که مجدد به لژ بزرگ بپیوندد. او و جرجز مارتین که در پذیرفته شدن در هر هیئت حاکمه ماسونی شکست خورده بودند، یک لژ ماسونی مختلط را که واقعاً به رسوم ماسونی عمل می‌کرد راه‌اندازی کردند. آنی بسانت پدیده‌ای را در جهان سخن‌وری انگلیسی گسترش داد. مخالفت‌ها بر سر رسم و آئین محروم‌کننده زنان، به گسترش و شکل‌گیری گروه‌های فراماسونی منحصراً زنانه در انگلیس ختم شد که پخش شده و به کشورهای دیگر نیز سرایت کرد. همزمان، در سال ۱۹۰۱ مردم فرانسه فرزندخواندگی را مجدد به عنوان یک لژ تمام زنانه تأسیس کردند که در سال ۱۹۳۵ دوباره آن را کنار گذاشتند. گرچه لژها همچنان به نشست‌ها ادامه می‌دادند و به قیامی منتهی شدند که در سال ۱۹۵۹ باعث شد گروهی از زنان به عنوان گروه و بدنه‌ای از فراماسونری اقلیمی یا اروپایی فعالیت کنند.
در کل، فراماسونری اقلیمی، نقطه همدردی و اتصال بین فراماسونری و زنان است که از دهه ۱۸۹۰ زمانی که لژهای فرانسوی به پیدایش تحرک‌های مختلط ماسونی به روش‌های مختلف کمک کردند، شامل اجازه ترفیع اعضای زن به سی و سومین درجه رایت اسکاتلندی پذیرفته‌شده و کهن، و در سال ۱۸۹۹ اجازه تشکیل شورای بزرگ زنان که توسط شوراهای بزرگ اقلیمی رایت تأیید شد. لژ بزرگ متحد انگلستان در سال ۱۹۹۹ حکمی را صادر کرد که دو لژ بزرگ زنان را در کل به استثنای شرکایشان با عنوان شرعی و باقاعده تأیید کرد و به رسمیت شناخت. در حالی که آن‌ها بخشی از فراماسونری نبودند اما بدین سان که به عنوان با قاعده شناخته شدند آن‌ها «در کل» بخشی از فراماسونری شدند. موضع بیشتر لژهای بزرگ آنلگو آمریکایی باقاعده این است که فراماسون‌های زن ماسون‌های شرعی نیستند.

### تاریخچه در منابع دانشنامه‌ای
به نوشته Encyclopedia of Occultism and Parapsychology فراماسونری، جنبشی سرّی در قرن هفدهم میلادی بوده‌است. در بریتانیا فراماسونری ترکیبی از نسخه بریتانیایی گنوستیک تا جنبش روسیکروسین (Rosicrucian) آلمان بوده‌است. هرچند این جنبش ریشه در آموزه‌های صنف معمار و ساختمان در قرون وسطی دارد، فرم مدرن فراماسونری ریشه در حالت بازیابی شده و رازآمیز گنوستیک در دوران موسوم به دوران پس از اصلاحات دارد. تاریخ افسانه‌ای ماسونری بدین سبب ساخته شده‌است تا از این جنبش در جو عدم تساهل مذهبی بریتانیا در آن دوران بریتانیای کبیر محافظت کند. مدارکی موجود است که نشان می‌دهد که در اواخر قرن شانزده میلادی لژهای فراماسونری در اسکاتلند وجود داشته‌است.
به‌طور سنتی فراماسونری مبنایی لیبرال و دموکراتیک داشته‌است. قانون اساسی اندرسون(۱۷۲۳)، اساسنامه لژ فراماسونری انگلیس که به نوعی قدیمی‌ترین لژ مدرن فراماسونری است، تساهل مذهبی، وفاداری به نظام حاکم محلی و مدارای سیاسی را از مبانی یک ماسون ایدئال برمی‌شمارد. ماسون‌ها به یک قدرت برتر معتقد بودند و کتابی مقدس بسته به مذهب اعضای خود را بکار می‌بردند و این گروه همچنین سیاست حفظ اسرار در مورد مراسم خاص خود داشته‌اند.
لژ اعظم و Grand Orients نهادهای مستقلی هستند که لژ ماسونی در کشور، استان یا منطقه جغرافیایی خاصی را اداره می‌کنند.
فراماسونری دارای یک سیستم مدیریت فراگیر جهانی نیست و ارتباط بین فراماسونری‌های مختلف تنها توسط خود دو لژ انجام می‌شود.

## فراماسونری در ایران

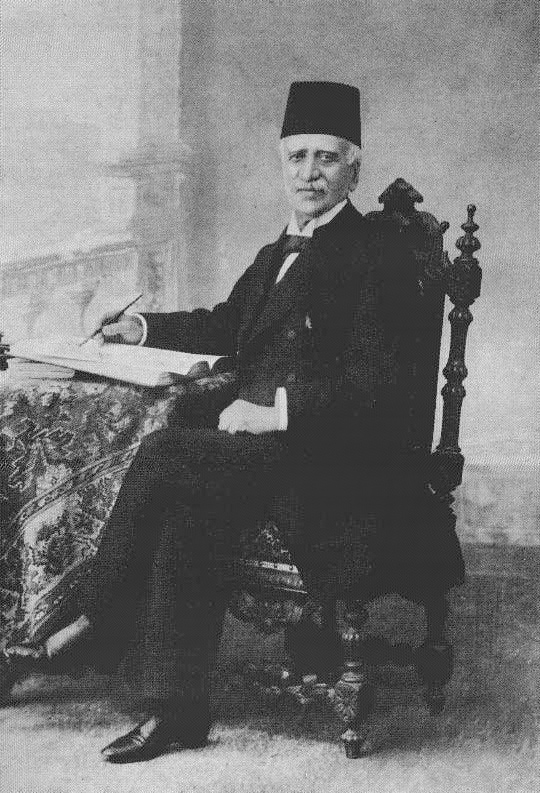
میرزا ملکم‌خان ناظم‌الدوله

اولین فراماسونری در ایران به دوران ناصر‌الدین‌شاه قاجار برمی گردد. میرزا ملکم‌خان ناظم‌الدوله، نخستین انجمن نوین سیاسی اجتماعی ایران را در سال ۱۲۷۵ یا ۱۲۷۶ قمری بنیان نهاد و آن را فراموشخانه نامید. ریاست افتخاری انجمن که خود با اجازهٔ ناصرالدین‌شاه تأسیس شده بود، با شاه بود و اعضای آن از قشرهای متفاوتی بودند؛ مثلاً هم دانش‌آموختگان دارالفنون از طبقهٔ متوسط شهری بودند و هم کسانی چون شاهزاده جلال‌الدین میرزا.
در دوره محمدرضا پهلوی برخلاف دوران رضاشاه با گسترش روابط سیاسی با غرب به خصوص انگلستان لژهای فراماسونری فراوانی در ایران تأسیس شد و نفوذ فراماسون‌ها در سیاست ایران به شدت گسترش یافت. هرچند هیچ‌یک از افراد سرشناس خانواده پهلوی دست کم به‌طور رسمی عضو هیچ لژ فراماسونری نبودند ولی بسیاری از رجال سیاسی، نخست وزیران، وزیران، نمایندگان مجلسین و فعالان سیاسی از فراماسون‌های سرشناس بودند. در ایران فراموشخانه توسط گروه‌های چپ‌گرا، مذهبی بنیادگرا و ملی گرایان لیبرال به عنوان مأمور مخفی انگلیس و صهیونیسم و در نتیجه عامل تمام بدبختی‌های ایران معرفی می‌شدند و این باعث تعطیل شدن و تحت تعقیب گرفتن اعضای این انجمن‌ها در بعد از انقلاب شد.

### فراماسونری ایران (در تبعید)

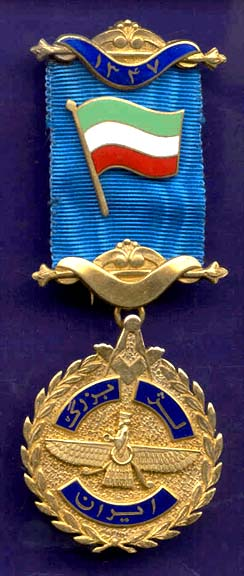
(نشان مهر به ایران) - بالاترین نشان لژ بزرگ ایران (در تبعید)

پس از انقلاب ۱۳۵۷ و تعطیل گشتن فراماسونری در ایران، عده ای از فراماسون هایی که ایران را ترک کردند، در امریکا با پروانه رسمی از سازمانهای فراماسونری جهان، لژ بزرگ ایران در برون مرز را در  ۲۶ مارس ۱۹۸۵ تاسیس کردند و تا به امروز با ایجاد چندین لژ آبی فعالیتهای فراماسونری برای ایرانیانی که در خارج از ایران مقیم می باشند را ادامه می دهند.

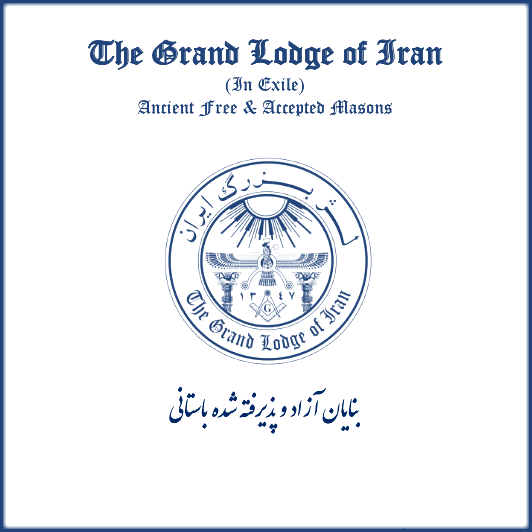
مهر لژ بزرگ ایران

در ۳ ژوئیهٔ ۱۹۹۸ با پروانه از لژ بزرگ ایران (در تبعید)، و شناسایی رسمی از سوی «شورای عالی مادر برای دنیا» که رایت اسکاتی حوزه جنوبی آمریکا می‌باشد، شورای عالی آیین اسکاتی کهن، برای ایران یا رایت اسکاتلندی برای فراماسونری ایران  (Scottish Rite)، که مرجع و اعطاء کنندهٔ درجات عالی ۴ تا ۳۳ فراماسونری ایران می‌باشد، تاسیس شد.

## فعالیت‌ها

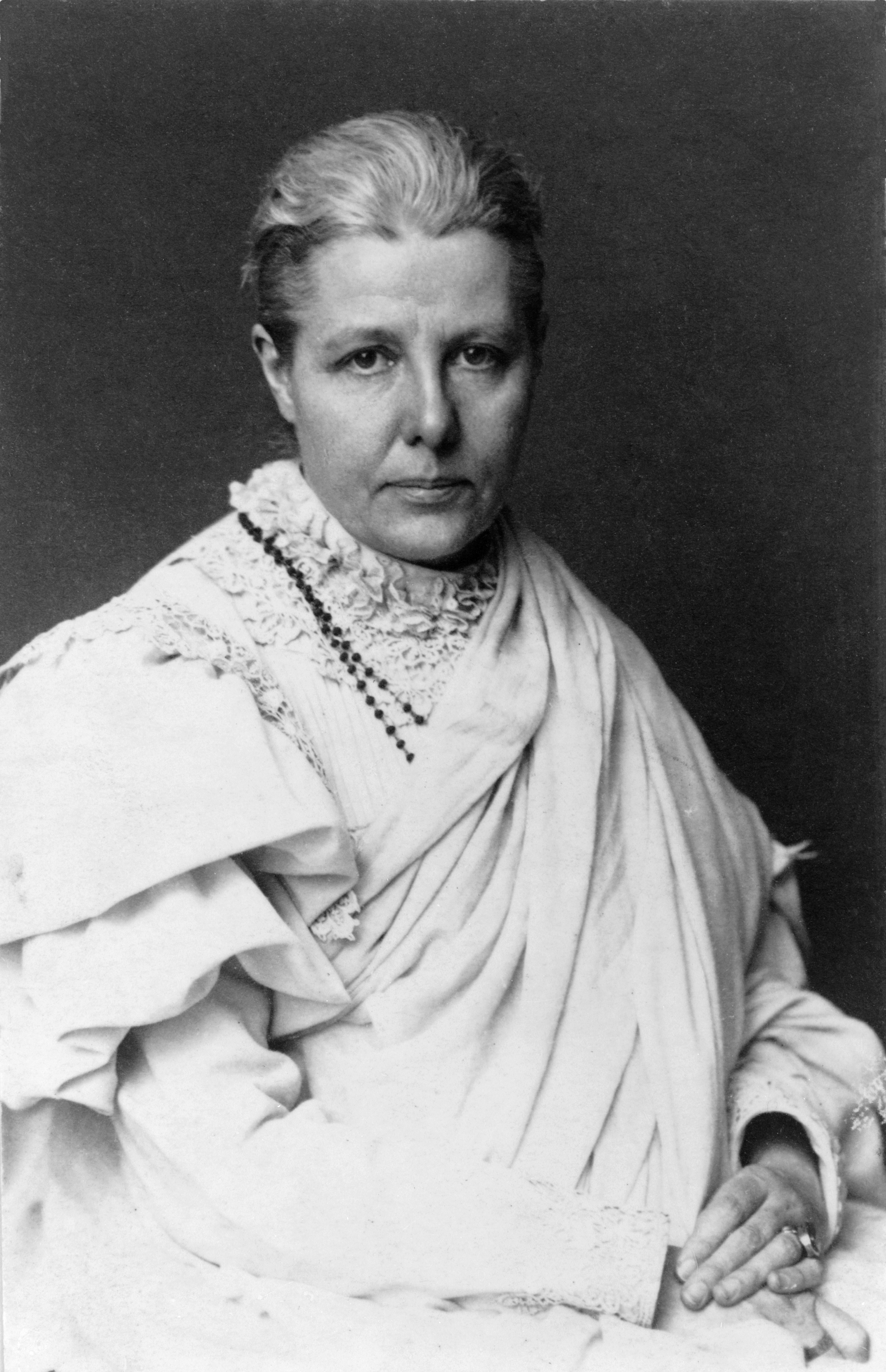
آنی بسانت یک سوسیالیست برجسته بریتانیایی، تیاسافی، فعال حقوق زنان، نویسنده، و از حامیان استقلال ایرلند و هند بود

هر چند فراماسونری معمولاً به عنوان یک سازمان مخفی شناخته می‌شود، فراماسون‌ها معمولاً این تعریف را به چالش می‌کشند و سازمان خود را بیشتر یک سازمان خصوصی می‌نامند که تنها بعضی جنبه‌های این سازمان مخفی می‌باشد. معمولاً چنین تعبیری بیان می‌شود که در قرن بیست و یکم این سازمان از حالت یک انجمن سری خارج شده‌است و بیشتر «انجمنی با یک سری رازها است.»
دو سمبل پرگار و گونیا همیشه در لژهای فراماسونری وجود دارد. توصیف‌های نمادینی برای این دو نشان وجود دارد. مانند: بر فعالیت خود با نیروی تقوا بیافزا". هر چند از آنجایی که مرام فراماسونری دگماتیک نبودن است. هیچ تفسیر رسمی و عمومی برای این نشان وجود ندارد.

آموزه‌های اخلاقی فراماسونری به صورت آئین‌های نمادین آموزش داده می‌شود. داوطلب در سیستم فراماسونری با گرفتن مدرک‌هایی پیشرفت می‌کند. این مدارک و پیشرفت با کسب دانش و خودشناسی و دانش و درک در مورد رابطه فرد با دیگران و همچنین با نیروی برتر (بسته به درک شخصی داوطلب از نیروی برتر). در کنار این آموزه‌ها، آموزه‌های فلسفی از طریق تحقیق داوطلب و بحث با شیوه‌نامه‌های لژ فراهم می‌آید.

### نقش فراماسونری در انقلابهای مهم معاصر
با شعار «آزادی، برابری، برادری» فراماسون‌ها نقش بزرگی در انقلاب آمریکا در سال‌های ۱۷۷۵–۱۷۸۳ علیه استعمار انگلیس، در انقلاب کبیر فرانسه در سال ۱۷۸۹ علیه نظام اشرافی فرانسه داشتند. آن‌ها حتی نقش پررنگ‌تری در جریان انقلاب مشروطه ایران در سال‌های ۱۹۰۵ تا ۱۹۰۹ ضد نظام مطلقه سلطنتی و متحدان تزاری آن‌ها داشتند. آموزه‌های فراماسونری نقش کلیدی در ایدئولوژی انقلاب آمریکای جنوبی ضد استعمار اسپانیا به رهبری سیمون بولیوار داشت.

### فعالیت‌های خیریه
این انجمن به‌طور گسترده‌ای در فعالیت‌های خیریه و در زمینه خدمات اجتماعی فعال می‌باشد. در حال حاضر پول تنها از اعضای انجمن جمع‌آوری می‌شود و صرف امور نیکوکارانه می‌شود.
ماسون‌ها به بسیاری از سازمان‌های خیریه غیر فراماسونری، نهادهای محلی، ملی و بین‌المللی خیریه، کمک‌های مالی قابل توجهی می‌کند.

## ضد ماسونری

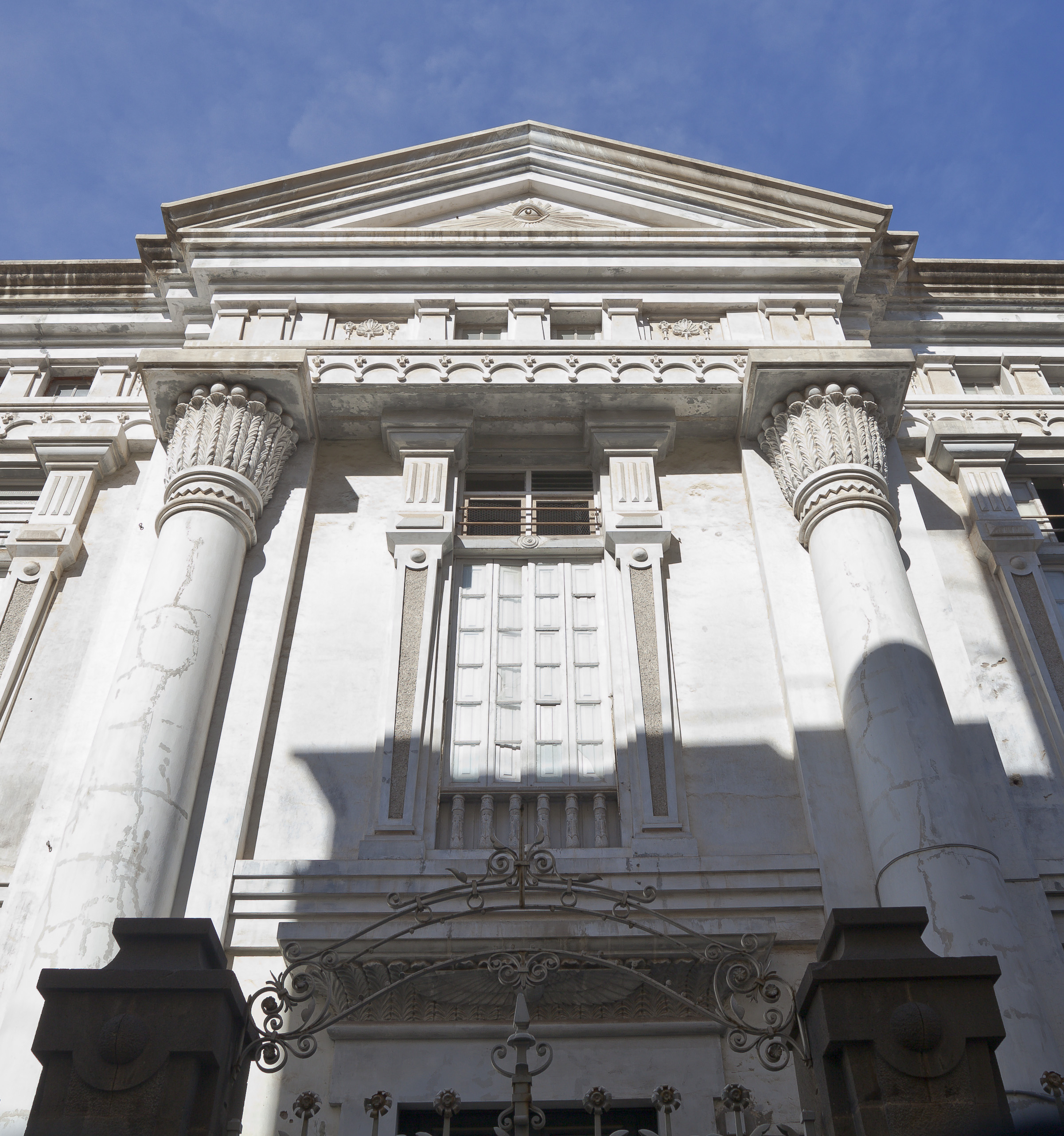
یکی از اندک شمار معبدهایی که از دیکتاتوری فرانکو در اسپانیا جان سالم به در برد

ضد ماسونری (که به آن ضد فراماسونری نیز می‌گویند) به مخالفان فراماسونری گفته می‌شود اما هیچ جنبشی که شبیه ضد ماسونی باشد وجود ندارد. ضد ماسونری، انتقادات مختلف و گسترده‌ای از سوی گروه‌های گوناگون (و اغلب ناهماهنگ) که به نوعی با فراماسونری دشمن هستند را شامل می‌شود. منتقدان شامل گروه‌های مذهبی، گروه‌های سیاسی و تئوری‌سازان توطئه هستند.
در تحلیل تئوری‌های توطئه، از جمله در مورد فراماسونری‌ها، از نظر پژوهش‌های روانشناسان، اعتقاد به این تئوری‌ها غالباً برآمده از ویژگی روانی و شخصیتی افراد است. به علاوه، علتِ انتصاب تئوری‌های توطئه به فراماسونری‌ها ساختارِ خاص آنها است که برای علاقه مندان به تئوری‌های توطئه جذاب است. در واقع، از آنجایی که سلسلهٔ علت و معلولی وقایع در عالم واقعیت بسیار پیچیده و شناخت مطلق آن برای انسان غیرممکن است، ذهن افرادی که به اطلاعات علمی دسترسی ندارند، با فرضِ یک علتِ خارجی، به شکل سنتی فراماسونری‌ها، می‌تواند در یک ساده‌سازی روان شناختی یک پاسخ قطعی پیدا کند و به این حس برسد که علتِ واقعی یک رویداد را فهمیده و توجیه کرده‌است.
در قرن هجدهم، ادعای افشاگری‌های بسیار صورت گرفته‌است. اما این موارد غالباً بی ارتباط و به دلایل بسیاری منسوخ شده‌اند یا ممکن است به‌طور کلی حُقه نویسندگان باشند همچون حقه تکسیل.
حالت سری این جنبش و منشأ بریتانیایی آن باعث شده‌است که چنین پنداشته شود که این جنبش ابزار توطئه انگلو-صهیونیست جهانی است. فراماسونری مخالفان و منتقدان بسیاری داشته‌است. این گروه‌ها هر یک انگیزه و دلیل‌های متفاوتی داشته‌اند که به سه دسته عمده زیر می‌توان تقسیم‌بندی کرد:
- منتقدان مذهبی
- منتقدان سیاسی
- انتقادها براساس تئوری‌های توطئه[۱۱۲]

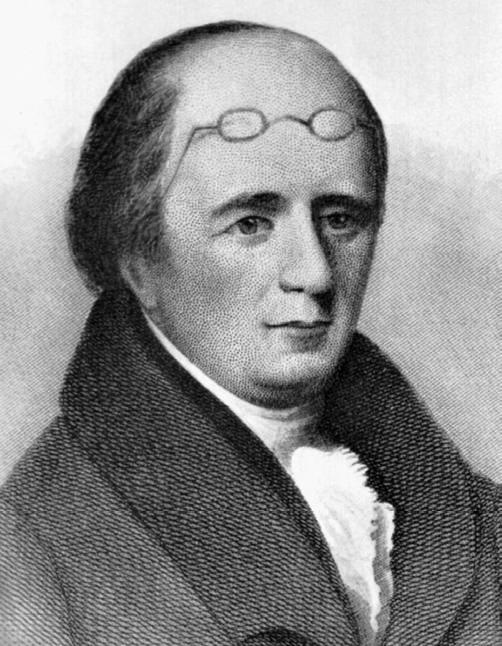
، نویسنده باتاویایی، لژ بزرگ یوکن و کلمبیای بریتانیایی

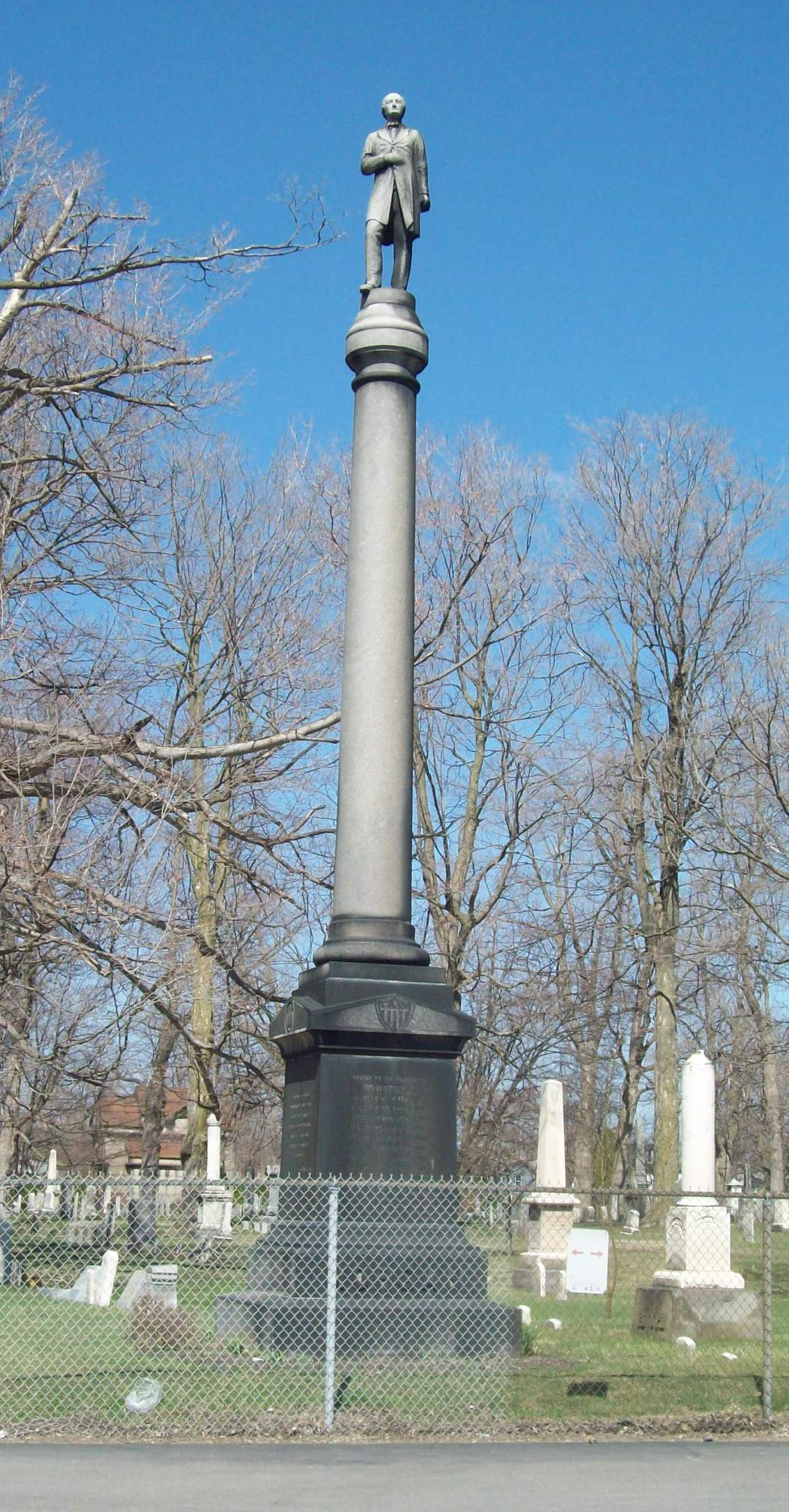
تندیس ستون ، آوریل ۲۰۱۱

حُقه‌ها و ادعای افشاگری‌ها اغلب همچون بدگمانی و نوعی توطئه، به پایه‌های انتقاد از فراماسونری توسط گروه‌های سیاسی و مذهبی تبدیل شده می‌شوند. مخالفت سیاسی پس از جنبش ویلیام مورگان(نویسنده ساکن باتاویا در نیویورک)، پدیدار شد، در سال ۱۸۲۶ نام ضد ماسونری را بر آن جنبش نهاد که هنوز توسط ماسون‌ها و منتقدانشان برای اشاره به منتقدان سیاسی استفاده می‌شود.

### اپوزیسیون مذهبی
فراماسونری انتقادهای دولت‌ها و ادیان سازمان‌یافته تئوکراتیک یا حاکمیت‌های دینی را نیز با عنوان رقیب دینی یا هترودوکس به خود جذب کرده‌است که هدفی بسیار قدیمی برای تئوری‌های توطئه ماسونی بوده‌است که فراماسونری را یک نیروی شیطانی و عالم غیبی تشریح می‌کنند.

#### مسیحیت و فراماسونری
گرچه مخالفان از عقاید متفاوتی هستند، اما فقط گروه‌های مذهبی مسیحی خاصی مواضع بسیار منفی و مخالف نسبت به ماسونری داشته‌اند (از ممنوعیت تا دلسرد کردن اعضایشان از یک فراماسون شدن). تاریخی‌ترین گروه مذهبی معترض به فراماسونری کلیسای کاتولیک روم بوده‌است. اعتراضات کلیسای کاتولیک روم بر اساس این ادعا هستند که ماسونری یک دین دادارباوری طبیعت‌گرایانه را آموزش می‌دهد که با آموزه‌های کلیسا در تناقض است. تعدادی بیانیه‌های وابسته به پاپ نیز، علیه فراماسونری صادر شدند. اولین آن‌ها In eminenti apostolatus specula(لاتین) بود که توسط پاپ کلمنت دوازدهم در ۲۸ آوریل ۱۷۳۸ صادر شد. تازه‌ترین آن‌ها Ab apostolici(لاتین) توسط پاپ لئون سیزدهم بود که در ۱۵ اکتبر ۱۸۹۰ صادر شد. کدقانون کلیسایی کلیسای کاتولیک به‌طور صریح اعلام کرد که پیوستن به فراماسونری به صورت خودکار شامل تکفیر می‌شود و کتاب‌های فراماسونری را ممنوع اعلام کرد.
در سال ۱۹۸۳، کلیسا دستورالعمل جدیدی از قانون کلیسایی را صادر کرد که برخلاف دستورها پیشین گروه‌های مذهبی ماسونی را به‌طور صریح از اجتماعات مخفی نام نبرد؛ و شرح داد: «شخصی که به اجتماعات ضد کلیسا بپیوندد با کیفری عادلانه مجازات خواهد شد، کسی که جنین جوامعی را رهبری کند یا برای آن‌ها تبلیغ کند با تحریم مجازات خواهد شد.» این عدم اشاره مستقیم اسمی به گروه‌های ماسونی باعث شد هم کاتولیک‌ها هم فراماسون‌ها این‌گونه برداشت کنند که ممنوعیت ماسون شدن کاتولیک‌ها برداشته شده‌است، به ویژه پس از پروسه آزادسازی علنی شورای دوم واتیکان. گرچه موضوع زمانی شفاف شد که کاردینال جوزف رتزینگر (که بعداً پاپ بندیکت شانزدهم شد) به عنوان بهترین حالت تجمع در کلیسا برای آموزه‌های اعتقادی، بیانیه برای جوامع ماسونی را صادر کرد که می‌گفت: «نظر منفی کلیسا دربارهٔ جامعه ماسونی همچنان تغییر نکرده‌است و از آنجایی که اصول آن‌ها همواره با آموزه‌های کلیسا ناسازگار بوده‌است عضویت در آن‌ها همچنان ممنوع است. شخص با ایمانی که در جوامع ماسونی وارد می‌شود گناه سنگین (کبیره) انجام داده‌است و ممکن نیست که عشای ربانی را دریافت کند.» از این رو، از دیدگاه یک کاتولیک، پیوستن به لژهای ماسونی ممنوع است. اما فراماسونری هرگز با پیوستن کاتولیک‌ها به جامعه برادری شان مخالفت نکرده‌است. لژهای بزرگی که با UGLE در رفاقت هستند ادعاهای کلیسا را انکار می‌کنند. در حال حاضر UGLE اظهار می‌کند که «فراماسونری در پی جایگزین کردن یک دین ماسون نیست»
برخلاف اعتراضات کاتولیک دربارهٔ فلسفه عقل‌گرایی و طبیعت‌گرایی ماسونی، مخالفت پروتستان‌ها بیشتر بر پایه اعتراضات عرفانی، علم غیب گرایی و حتی شیطان‌پرستی ست. ضد ماسون‌های پروتستان اغلب از پژوهشگر ماسونی آلبرت پایک (که یک ماسون بوده‌است) به عنوان یک شخص با صلاحیت در مسائل ماسونری نقل‌قول (و گاهی سوءنقل‌قول) می‌کنند. اگرچه پایک بی شک فراماسونری را آموخت اما او یک سخنگو از جامعه فراماسون نبود و در بین فراماسون‌ها در کل بحث‌برانگیز بود. نوشته‌های او فقط به نظرات شخصی او محدود می‌شد، و علاوه بر این، نظریات او از موضع و دانش فراماسونری در ایالات متحده جنوبی در اواخر قرن نوزدهم است. به ویژه اینکه، او در مقدمه کتابش از لژ بزرگ خودش رفع مسئولیت می‌کند. هیچ‌کس تا به حال از طرف کل جامعه فراماسونری صحبت نکرده‌است.
مؤسس کلیسای متدیست آزاد، بی تی رابرتز یک سخنران مخالف فراماسونری در اواسط قرن نوزدهم بود. رابرتز با پایه‌های اخلاقی این جامعه مخالفت کرد و اظهار کرد که «خدای لژ خدای انجیل نیست». رابرتز معتقد بود که فراماسونری یک دین رمزی یا فنی یا دین «فرعی» ست و کلیسای خودش را تشویق کرد که از کشیش‌هایی که فراماسون بودند حمایت نکند. رهایی از جوامع رازگونه یکی از «فری‌هایی» (قواعدی که این کلیسا در مسیر ضد برده‌داری داشت) بود که کلیسای متدیست آزاد بر اساس آن تأسیس شد.
از زمان تأسیس فراماسونری، اسقفان بسیاری از کلیسای انگلستان فراماسون شده‌اند، همچون بارون جفری ورث فیشر. در گذشته، اعضای کمی از کلیسای انگلستان بین پیوستن هم‌زمان به مسیحیت انگلیکن و فراماسونری ناسازگاری دیده‌اند. گرچه در دهه‌های اخیر حفظ فراماسونری در انگلیکن افزایش یافته‌است که احتمالاً به دلیل افزایش اهمیت و امتیاز مسیحیت انجیلی در کلیساست. اسقف اعظم کانتربری، دکتر روآن ویلیامز از بیم اینکه فراماسون‌ها در داخل و خارج کلیسای انگلستان مورد حمله و توهین قرار نگیرند در ظاهر کتمان‌هایی را دربارهٔ رسم ماسونی انجام داد. در سال ۲۰۰۳ او لازم دانست که از فراماسون‌های بریتانیایی عذرخواهی کند زیرا او گفته بود که عقاید آن‌ها با مسیحیت ناسازگار است و انتصاب فراماسون‌ها در پست‌های بالا در قلمرو اسقفی خودش را زمانی که اسقف مون‌ماوث بود ممنوع کرده بود.
در سال ۱۹۳۳، کلیسای یونان (ارتدکس) به‌طور رسمی اعلام کرد که فراماسون شدن یک ارتداد است و از این رو، تا زمانی که نادمان با فراماسونری مشغول هستند نمی‌توانند در عشای ربانی سهیم باشند. این موضوع به‌طور کلی در سراسر جامعه کلیسای ارتدکس تأیید شد. انتقاد ارتدکس از فراماسونری با هر دو نسخه کاتولیک رومی و پروتستان همراستاست یعنی: «فراماسونری در کل نمی‌تواند با مسیحیت سازگار باشد زیرا یک سازمان سری ست که با فنون و اسرار(mystery) سری و بت‌سازی فلسفی فعالیت کرده و آموزش می‌دهد.»
فراماسونری باقاعده به‌طور سنتی و طبق روایات به این ادعاها پاسخی نداده‌است، به استثنای آن گفته معمول و تکراری که لژهای در رفاقت با UGLE به‌طور صریح طرفدار آن اصل هستند که «فراماسونری یک دین یا جایگزین دین نیست. هیچ وجود یزدانی و خدای ماسونی جداگانه‌ای وجود ندارد، و هیچ نام مخصوص و جداگانه‌ای برای خدا یا یک وجود یزدانی در فراماسونری وجود ندارد.»

#### اسلام و فراماسونری
بسیاری از استدلال‌های ضدماسونی اسلامی تقریباً هم به یهودستیزی هم به صهیونیسم‌ستیزی گره خورده‌است، گرچه انتقادات دیگری ساخته شده‌اند که فراماسونری را به مسیح الدجال (مسیح دروغین) پیوند می‌دهند. برخی ضدماسون‌های مسلمان استدلال می‌کنند که فراماسون‌ها برای منافع یهودیان در جهان تبلیغ می‌کنند و یکی از اهداف فراماسونری تخریب مسجدالاقصی برای بازسازی معبد سلیمان در اورشلیم است. در ماده ۲۸ میثاق‌نامه حماس اظهار داشته که فراماسونری، روتاری بین‌الملل و دیگر گروه‌های مشابه «برای منافع صهیونیسم و دستورها آن کار می‌کنند».
کشورهای بسیاری با جمعیت مسلمان قابل توجه اجازه برپایی ماسونی را در قلمرو خودشان نمی‌دهند. هرچند کشورهایی همچون ترکیه و مراکش لژهای بزرگ را بنا نهاده‌اند، و در کشورهایی همچون مالزی و لبنان لژهای بزرگ منطقه‌ای تحت مجوز یک لژ بزرگ تأسیس شده فعالیت می‌کنند.
در سال ۱۹۷۲ در پاکستان، ذوالفقار علی بوتو که آن زمان نخست‌وزیر پاکستان بود فراماسونری را ممنوع کرد. بناهای لژها توسط دولت مصادره شدند.
لژهای ماسونی از آغاز سال ۱۹۱۷ در عراق نیز وجود داشتند که اولین لژ تحت مجوز UGLE باز شد. تا سال ۱۹۵۰ به تعداد ۹ لژ تحت مجوز UGLE وجود داشت و لژ اسکاتلندی نیز در سال ۱۹۲۳ در آنجا شکل گرفت. گرچه موقعیت آن‌ها پس از انقلاب تغییر کرد و در سال ۱۹۶۵ همه لژها مجبور شدند که ببندند. این وضعیت در نظام عربی سوسیالیستی بعث تحت حکومت صدام حسین شدیدتر شد و مجازات اعدام برای کسی که «تبلیغ یا ادعای پیروی از اصول صهیونیستی، شامل فراماسونری را کند یا در سازمان‌های صهیونیستی مشارکت کند» در نظر گرفته شده بود.

### جبهه مخالف سیاسی

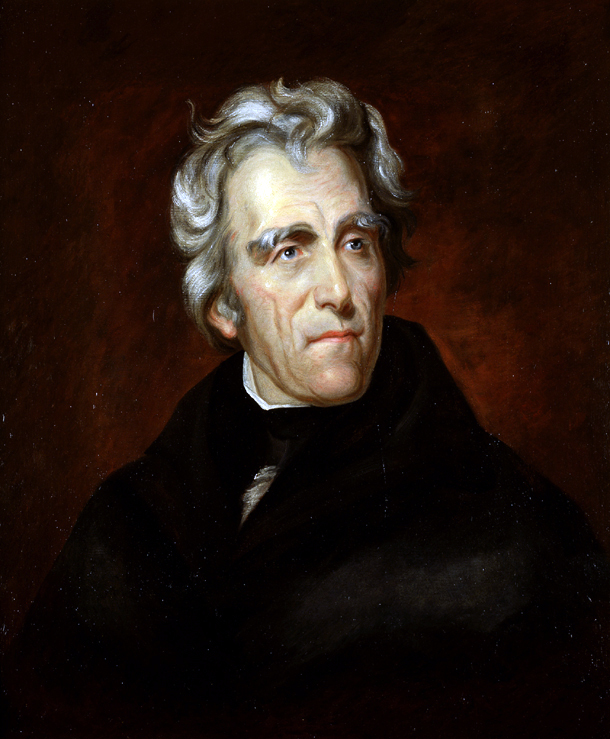
اندرو جکسون یکی از دو رهبر برجسته حزب دموکرات و اولین رئیس‌جمهور دموکرات ایالات متحده، یکی از شخصیت‌های برجسته فراماسونری

در سال ۱۷۹۹ فراماسونری انگلیسی به دلیل اعلامیه پارلمانی تقریباً متوقف شد. در نتیجه قیام انقلاب فرانسه، نشست‌های گروه‌هایی که از اعضایشان می‌خواستند که سوگند یاد کنند یا عهد ببندند ممنوع شد. استادان بزرگ لژهای بزرگ هم باستانی و هم مدرن نخست‌وزیر ویلیام پیت (کسی که فراماسون نبود) را ملاقات کردند و با توضیح فعالیت‌های خیریه و قانونی بودن فراماسونری نهایتاً به‌طور ویژه فراماسونری از این ممنوعیت مستثنی شد تا ۱۹۶۷ که آن قانون فسخ شد.
فراماسونری در ایالات متحده پس از ربوده شدن ویلیام مورگان توسط فراماسون‌ها و مفقود شدنش با فشار سیاسی مواجه شد. گزارش‌های «مورگان افیر»، در ترکیب با مخالفت با دموکراسی جکسونی (اندرو جکسون یک ماسون برجسته و مهم بود) تحرک سیاسی ضدماسونی را شعله‌ور تر کرد که در تشکیل حزب ضدماسونی کوتاه مدت و نا پایدار به اوج خودش رسیده و برای کاندیداهای ریاست‌جمهوری ۱۸۲۸ و ۱۸۳۲ زمینه‌ساز شد.

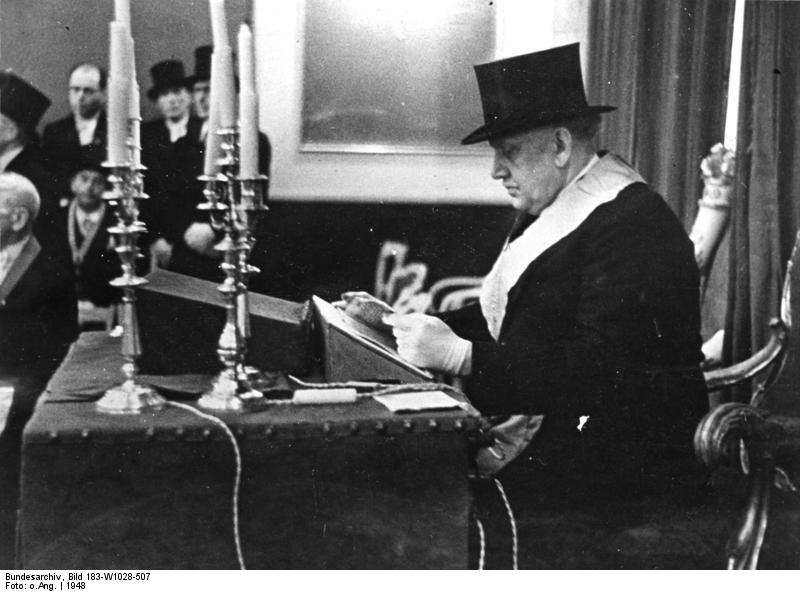
لژی در ارلانگن آلمان. اولین نشست پس از جنگ جهانی دوم همراه با مهمان‌هایی از ایالات متحده، فرانسه و چکوسلواکی، سال ۱۹۴۸.

فراماسونری در ایتالیا به رسوایی لژ پروپاگاندای دو (a.k.a. P2) پیوند خورد. این لژ توسط گراند اوریان ایتالیا در سال ۱۸۷۷ به عنوان لژی برای دیدار ماسون‌هایی که نمی‌توانستند لژ خودشان را داشته باشند بنا شد. در اواخر دهه ۱۹۷۰ با مدیریت لیچو جلی، پی۲ درگیر رسوایی مالی شد که نزدیک بود بانک واتیکان را ورشکست کند. گرچه تا آن زمان این لژ به‌طور مستقل و بدون قاعده گردانده می‌شد و به همین دلیل گراند اوریان نیز در سال ۱۹۷۶ قرارداد این لژ را باطل کرد و جلی را بیرون انداخت.
تئوریسین‌های توطئه برای مدتی طولانی فراماسونری را با نظم نوین جهانی و ایلومیناتی متصل کرده‌اند، و ادعا می‌کنند که فراماسونری به عنوان یک سازمان جهان در حال مسلط شدن و تسخیر جهان است یا پیش‌تر به صورت سری کنترل سیاست‌های جهان را به دست گرفته‌است. فراماسونری به‌طور تاریخی به انتقاد (و سرکوب) گره خورده، هم از جهت سیاست‌های راست تندرو (مانند آلمان نازی) و هم سیاست‌های چپ تندرو (مانند دولت کمونیستی سابق در اروپای شرقی)
حتی در دموکراسی‌های مدرن، گاهی اوقات فراماسونری با سوءظن دیده می‌شود. در پادشاهی متحد بریتانیا از سال ۱۹۹۹ تا ۲۰۰۹، از ماسون‌هایی که در سیستم عدالت کار می‌کردند، همچون قاضی‌ها و افسران پلیس، خواسته شد که عضویتشان را اعلام کنند. در حالی که یک بازرسی پارلمانی هیچ شواهدی از خطاکاری را نیافت، لازم شد که هرگونه وفاداری که ماسون‌ها بر اساس پیمان‌شان برای حمایت از هم‌قطارهایشان داشته باشند حتماً برای عموم شفاف شود. سیاست لزوم اعلام عضویت ماسونی برای متقاضیان دفتر قضاوت (قضات و دادرسان) به دست جک استرا، وزیر عدالت بریتانیا (کسی که خودش این شرط را در دهه ۱۹۹۰ معرفی و آغاز کرده بود) در سال ۲۰۰۹ پایان یافت. استرا از آنجایی که هیچ ناشایستگی یا عمل سوء از قاضی‌هایی که فراماسون بوده‌اند دیده نشده بود این قانون را نابرابرانه و بی تناسب عنوان کرد.
فراماسونری در فرانسه هم موفق است هم بحث‌برانگیز، عضویت آن در حال افزایش است، اما گزارش‌های رسانه‌های عمومی اغلب منفی ست.
در برخی کشورها ضدماسونری اغلب به یهودستیزی و صهیونیسم‌ستیزی وابسته است. برای مثال، در سال ۱۹۸۰، قانون عراق و قانون مجازات در عراق توسط صدام حسین که فرمانده حزب بعث بود تغییر کرد که «تبلیغ یا ادعای پیروی از اصول صهیونیستی، شامل فراماسونری یا مشارکت در سازمان‌های صهیونیستی» را برابر تبهکاری و جنایت تعیین کرد. پروفسور اندرو پرسکت از دانشگاه شفیلد می‌نویسد: «حداقل از زمان پروتکل بزرگان صهیون، یهودستیزی با ضدماسونری دست به دست پیش رفته‌است، بنابراین ادعاها دربارهٔ ۱۱ سپتامبر به عنوان یک نقشه صهیونیستی و در کنار آن اشاره‌ها دربارهٔ اینکه گروه جهانی ماسونی محرک این حملات بوده‌اند چیز عجیبی نیست».

### مخالفان در ایران
کتاب‌ها و نوشتارهایی در ایران توسط نویسندگان مذهبی، ملی گرایان، رادیکال و بنیادگرایان منتشر شده‌است. این دسته کتاب‌ها روش بیان تلخ ضد ماسونری اسماعیل رائین را دنبال می‌کنند که ماسون‌ها را به تمام انواع توطئه‌ها علیه کشور و ملت ایران متهم می‌کرده‌است. اسلوب این کتاب‌ها ارتباط فراماسونری به نظریهٔ توطئهٔ جهانی انگلیس-صهیونیسم است. هرچند این کتاب‌ها اطلاعات اندکی بر کارهای رائین می‌افزایند. مرام اشراف منشی و سری آن‌ها باعث بروز روایت‌هایی در مورد دست‌های پشت پرده فراماسون‌ها و توطئه در مورد آن‌ها شده بود. در دوران پس از انقلاب کتاب‌ها و مقالات زیادی چاپ شد و در آن‌ها فراماسون‌ها مسئول همه گونه توطئه علیه ایران و جوامع اسلامی معرفی شدند.

#### هولوکاست

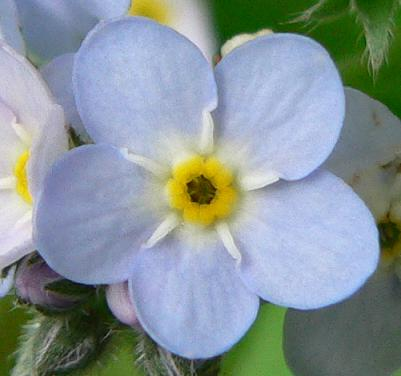
گل‌های فراموشم مکن

سوابق حفظ شده از دفتر امنیت اصلی رایش (RSHA - Reichssicherheitshauptamt) شکنجه فراماسون‌ها در جریان هولوکاست در حزب نازی را نشان می‌دهند RSHA Amt VII (سوابق نوشته شده) توسط پروفسور فرانتس زیکس سرپرستی شده و با اهداف ایدئولوژیکی بود که به معنی ایجاد پروپاگاندای ضدیهود و ضدصهیونی بوده‌است. در حالی که رقم دقیق آن معلوم نیست اما تخمین زده شده‌است که بین ۸۰٬۰۰۰ تا ۲۰۰٬۰۰۰ فراماسون در اردوگاه‌های کار اجباری تحت رژیم نازی کشته شدند. زندانیان اردوگاه ماسونی با عنوان زندانیان سیاسی درجه‌بندی و کلاسه شده بودند و مثلث معکوس قرمز روی لباسشان دوخته شده بود.
گل آبی کوچک فراموشم مکن اولین بار توسط لژ بزرگ سو زون‌نه (Zur Sonne) در سال ۱۹۲۶ به عنوان یک سمبل ماسونی در آئین سالانه برمن آلمان استفاده شد. در سال ۱۹۳۸ نشان گل فراموشم مکن (ساخته شده توسط همان کارخانه که نشان ماسونی را می‌ساخت) برای رویداد سالانه «زمستان مردم آلمان را رهاساز» (Winterhilfswerk) حزب نازی انتخاب شد که تحرک خیریه سالانهٔ سازمان رفاه ملی ناسیونال سوسیالیستی (شاخه حزب نازی) بود. این رویداد اتفاقی به فراماسون‌ها اجازه داد تا نشان گل فراموشم مکن را به عنوان یک علامت مخفی عضویت فراماسونری استفاده کنند.
پس از جنگ جهانی دوم، گل فراموشم مکن مجدد به عنوان یک سمبل ماسونی در اولین کنوانسیون سالانه لژهای بزرگ متحد آلمان در سال ۱۹۴۸ استفاده شد. این نشان هم‌اکنون توسط فراماسون‌ها در سراسر جهان به یاد همه کسانی که به نام فراماسونری رنج کشیدند (به ویژه آن‌هایی که در دوره نازی بودند) روی یقه کت زده می‌شود.